# 吉川晃司
吉川 晃司（きっかわ こうじ、1965年〈昭和40年〉8月18日 - ）は、日本のシンガーソングライター、俳優。1988年に布袋寅泰と共に組んだCOMPLEXの元メンバーでボーカルを務めた。現在は自身が設立した株式会社アクセルミュージックエンターテイメントの代表取締役社長を務めている。

## 概要
広島県安芸郡府中町出身。水分峡は何百回も行ったという。身長182cm、血液型B型、既婚者で1児あり。一方、芸能活動面では、1984年、シングル「モニカ」で歌手デビュー。「LA VIE EN ROSE」、「KISSに撃たれて眠りたい」、「VENUS 〜迷い子の未来〜」や布袋寅泰とのユニット、COMPLEXでの「BE MY BABY」などのヒット曲で知られる。

## 来歴

### 生い立ち
実家は原爆投下まで、現在の広島市中心部、原爆ドームと元安川を挟んで真向かいにある当時、中国地方指折りの繁華街だった「中島地区」で料亭、吉川旅館を営んでいた。吉川の祖母が営んでいたが、戦況の悪化に伴いこれを船本家に売って旅館を譲り、原爆投下1か月前に疎開し難を逃れたが、投下直後に父親は入市したため「入市被爆」が認められ吉川自身も被爆二世に当たる。父は若いころ、京都太秦で大部屋俳優をしていて、家業を継ぐため俳優を諦め板前になったが、店が火事になり廃業し、その後喫茶店の経営やタクシー運転手（宇品タクシー。熊平製作所近くにあった。現在は廃業）・管理職などをした。
幼少期は千葉真一と倉田保昭の大ファンで、彼らの活躍に憧れを抱いていた。父はビートルズしか聴かない人で、ステレオの前に座らされて無理やりビートルズを聴かされた。府中町立府中小学校出身で宇梶剛士も2年まで在学で先輩、竹原慎二は後輩になる。水泳を始めたのは修道中学一年の夏。それまではサッカーをやっていたが、広島の夏が暑くて水にでも入れば涼しいかなと思っていたら、プールがきらきら輝いて見えた。誰もいないプールに海パンが落ちていて、そのまま履いて水に漬かっていたら、中高一貫校で、高校生の主将がちょうど来て、『お前、何しとんじゃ!』『今日から水泳部!』と強制的に競泳と一緒の水泳部に入れられた。唐突な展開ではあったが、すぐに水球の楽しさに目覚めたという。中学校の時から水球の選手となり、修道高等学校時代には一年時に世界ジュニア水球選手権大会の日本代表、2年連続全日本高校最優秀選手に選ばれ、最年少日本代表としてイタリア・エジプト遠征にも参加した。
広島県広島市では名の知られた進学校である修道中学校を受験した理由は、「制服の袖の部分に1本の白線があり、それがカッコよかったから」と述べている。合格したものの授業についていけず、いきなり落ちこぼれたとメディアでも語っている。しかも、いざ入学するとその1本の白線で修道中学校の生徒だと判ってしまい、悪いことができなかったため嫌いになってしまった。

### 渡辺プロ所属
音楽にも興味を持ち、高校入学前の春休みにカキの冷凍工場や新聞配達のアルバイトで得た金でエレキギターを買う。高校一年の秋に、バンド活動を始め、高校二年の10月、同じ水泳部だった酒井麿に誘われ、ロックバンド（EIGHT CITY'S FISH BAND（八つの街の魚） / 通称：はまちバンド）に加入。男女混合7人（男子5人、女子2人）のバンド形態で、担当はサイドギターとボーカル。オリジナル曲は4曲と少なかったが地元を中心に自主コンサートを行い、コンテストにも出場した。歌唱力、ルックス、パフォーマンスは求心力があり、郵便貯金ホールや広島見真講堂で行うライブはアマチュアバンドながらいつも大盛況であった。しかしメンバーの音楽の好みがバラバラで、みんな呆れてだんだんお客が集まらなくなった。高校2年生の時に佐野元春のコンサートを見てカルチャーショックを受け、大学進学を取り止めて音楽一本に絞って勝負する決意を固めた。「音楽の世界でビッグスターになる」とその後のサクセスストーリーを考えた吉川は「まずはスカウトされること」と考えたが、アマチュアバンドで有名になっていたとはいえ地方都市の一角（吉川曰く「田舎」）でのことであり、そうそうスカウトされる筈も無い。シビれを切らして自ら渡辺プロダクションに「広島にスゴい奴がいる、見に来ないと一生悔いを残す」と手紙を書いて送りつけた。なお、なぜナベプロかといえば「沢田研二、アン・ルイスなどが当時所属していたのがナベプロで、ここがいいな」と言い（吉川の回想）、他のプロダクションは知らなかった。
渡辺プロの関係者が、香川県高松市の松本明子を見に行った帰りに、本当に会いに来て、その後の数度のオーディションを経て、プロダクションと正式に契約を交わした。しかし、教師、両親や周囲から芸能界入りを猛反対された。特に父親からは「芸能界ってのは猿まわしだ。お前は東京で猿になるのか」と言われたが、「いつか自分で動いてやる」と決意を表明して説き伏せた。大学進学を断念することを惜しむ声も多かった（世界ジュニア水球選手権大会の日本代表、2年連続全日本高校最優秀選手に選ばれた実績もあり、水球の推薦で慶應義塾大学に特待生として入学できる道が開かれていたため）。事務所側はデビューは高校を卒業してからと考えていたが、吉川本人が「今すぐにでも」と強い意志を示したため、1983年4月、高校3年に進級する直前に中退して上京することになった。修道中学校を経て修道高等学校2年時に中退。1983年2月26日付の地元『中国新聞』に「広島・修道高の吉川晃司君 今夏、ギターを抱え歌手としてデビュー」の見出しが載り、「4月に上京し…6月にデビュー曲を発表」などと掲載されている。所属していたバンド・EIGHT CITYS FISH BANDは1983年4月3日に見真講堂で単独ラストコンサートを行い、東京に送り出している（DVD『LIVE archives 25』にその一コマが収録されている）。
勢い勇んで上京したものの、他にもスカウトを受けて事務所のある東京に呼ばれた若者が大勢おり、「寮にもう5年います」みたいなのが平気でいる腐ったリンゴの溜まり場みたいな世界。スクールメイツと歌やダンスを練習する日々が暫く続いたが、「コイツらと一緒にいたらダメだ」と悟り、寮には入らず、レッスンもシカトして毎晩ディスコに通い、踊りを覚えた。上京すればすぐに（1983年6月）ギターの弾き語りでソロデビュー出来るものと思っていたが叶わず、当時流行の顔でもないし、社員の一部には「アイツはダメだ」と烙印を押されていて、いつまでたってもデビューさせてくれないことに業を煮やし社長室に行き社長に直談判したところ、その勝気で怖いもの知らずな度胸を渡辺晋社長に気に入られ、デビューへの運びとなった。
実際、渡辺プロは「10年に1度の逸材」と高く評価しており、凋落していたナベプロの起死回生のため、社長自らが音頭をとってデビューのためのプロジェクト・チームを編成するほどの社運を賭けた力の入れようだった。当時の渡辺プロは育ててきた人気タレントや有能なスタッフたちが相次いで独立し、業績が急激に悪化し始めており、渡辺社長より「会社を立て直せるような男性タレントを発掘しろ」と指令が出た。軍司貞則著『ナベプロ帝国の興亡』（文藝春秋、1995年）によると、その当時渡辺プロの金庫に3億円の現金しかなく、渡辺晋は30人ほどのスタッフとの会議において、その金で売り出す方法を捻り出せ、と迫ったといわれる。映画と歌の同時デビューもナベプロの肝いりで実現。渡辺晋が手掛けた最後のタレントになった。吉川を映画で売り出そうとした映画の時代に育った渡辺社長のアイデアを若いスタッフはせせら笑ったが、渡辺社長が押し切ったといわれる。売り出しのプロジェクトのリーダーだった森本精人渡辺プロ元マネージャーは「吉川は身長が高いし、水球選手だったからスタイルもいい。社長と『映画で、白い煙の中から長い脚を蹴って飛び出してきたらカッコいいよね』と話していて、そのイメージでできたのがデビュー作の主演映画『すかんぴんウォーク』と、主題歌の『モニカ』です」と述べている。『すかんぴんウォーク』製作費1億円、コンサート費用1500万円、テレビスポット2000万円、有線放送スポット400万円、レコード宣伝費1000万円と宣伝費の投下額が莫大で、当時の芸能界でも話題を呼んだ。やっかみも手伝って、吉川のレコードはレコード会社やプロダクションが組織を動員して買い取りをしているのではないかという噂まで出た。渡辺社長のイレ込みはハンパではなく、スポーツ新聞の取材にも一緒に写真に収まるし、社長自らプロデューサーとして何が何でもスターにしようという意気込みがマスメディアにも伝わった。失敗は許されないという意識をナベプロの社員も強く持った。同じ事務所の大沢誉志幸が「渡辺プロは総力を挙げ吉川を売り出すからお前にかける金はない」とナベプロのスタッフから言われたという逸話も残る。
シングルレコード 「モニカ」と主演映画『すかんぴんウォーク』の両方で芸能界デビューするという手法が取られたが、映画の製作発表会見は1983年9月21日に渋谷のライブハウス「LIVE INN」で行われ、マスメディアにはこれがほぼ初お披露目だった。業界ではナベプロから凄い新人が出ると噂が先行していたため、女性ジャーナリストの間では、どんな美少年アイドルが出て来るのだろう、と期待していたら、何の説明もなくバックバンドを従えて出てきたのは、イメージとはまるで正反対のイモっぽく、広島からの産地直送のスポーツ少年で、キツネにつままれた気分となり「ヘエ〜この子がそうなんだ」と肩透かしを喰わされた。吉見佑子はナベプロで紹介された吉川を見て「松田優作のNGみたいなお兄ちゃんね。こんな子デビューさせるの?」と言ったという。しかしながら吉見は吉川のファンクラブ担当になり、宣伝にも関与し、「裸がヴェルサーチ」とキャッチコピーを付けた。

### デビュー
1984年2月1日シングル「モニカ」でデビュー。本楽曲は、同年2月11日公開の主演映画『すかんぴんウォーク』の主題歌。
以降「サヨナラは八月のララバイ」、「ラ・ヴィアンローズ」、「You Gotta Chance 〜ダンスで夏を抱きしめて〜」（オリコン3週連続1位）、「にくまれそうなNEWフェイス」（オリコン1位）、「RAIN-DANCEがきこえる」（オリコン4位）、「キャンドルの瞳」（オリコン2位）と立て続けにヒットシングルをリリース、1984年の新宿音楽祭金賞、日本歌謡大賞優秀放送音楽新人賞、日本アカデミー賞新人俳優賞など歌手と俳優の両部門で8つの新人賞を独占。当時はバンドブーム前のアイドル全盛期。アイドルとロッカーの間的な立ち位置で、チェッカーズと並んで、若い男女に支持された。アルバムでも1984年10月5日リリースの2ndアルバム『LA VIE EN ROSE』以降、3作連続オリコンチャート1位を獲得し、1990年代にかけて5作品オリコンチャート1位を獲得した。
1985年の初め、デビュー1年目で史上2人目の日本武道館公演を行った。
その他、初期に行われた学園祭コンサートで、体育館にある緞帳（どんちょう）にぶら下がり破いたことがあり、その弁済金は1,000万円だったという。同年暮れにはNHK紅白歌合戦に初出場。
当時を振りかえり「あっという間にデビューできちゃったもんだから、そのあと実力で追いついていくのにやっぱり四苦八苦っていうのはあったんですけどね。どっちかっていうと、なんとなく水面下の水鳥のようにですね、すました顔して足だけ一生懸命こいでるみたいな、実際はそういう感じだった。ずっと、あがきっぱなしでしたよ」と述べている。
1987年3月発売シングル「MARILYNE」は、当時の恋人である女優の石原真理子との恋愛実体験を歌詞にした曲であることが判明。2006年に石原が暴露本『ふぞろいな秘密』を発売した際に、石原の過去の13人の交際相手として名前が出され、石原は吉川を玉置浩二以外に「結婚をしてもいいかな」と意識したと書いた。吉川は事務所を通じ「交際をしていたのは事実。「MARILYNE」のプロモーションビデオには彼女も出演しています」とコメントを出した。吉川が明石家さんまのラジオで石原のことを「憧れの人」と呼び「悲しいことや楽しいことも彼女とは憧れの形で実現出来る」と石原の存在は吉川の理想であることを語った。
ナベプロは芸能プロダクションであるため、歌番組だけでなくバラエティ番組にも出なければいけないが、当時はそれが嫌で、人前に出て笑うことは一切できなかった。そのため渡辺晋にいつも「独立させて下さい」と懇願していたという。渡辺晋から「インターナショナルで通用する映画を作りたいと思っている。その映画に出たら、独立させてやる」と言われ、1987年、日本・イタリア合作映画『シャタラー』に出演。しかし撮影途中に渡辺晋が亡くなり、映画の内容も企画も大幅に変更され、当初予定された物と全く違う惨憺たる作品になった。ガンの末期にあった渡辺晋の最期に近いころの言葉は「吉川は元気でやっているか、イタリアで?」であったという。その言葉は胸にズシッと響き、毎年何度も足を運ぶ渡辺の墓参りでは、渡辺から叱咤激励されているような気がするという。
1988年に一時活動を停止した後、渡辺プロダクションから子会社独立という形で22歳で独立、マネージャーの河村嚴生が代表取締役社長のセブンスエンタープライズに所属。レコード会社を東芝EMIに移籍。

### COMPLEXでの活動
1988年、BOØWYの布袋寅泰とユニット「COMPLEX」を結成、翌1989年4月にシングル「BE MY BABY」（トヨタ・セラのCM曲）をリリース。COMPLEXは「BE MY BABY」を含め2枚のシングルと2枚のアルバムをリリース後（いずれもオリコンチャート1位を記録）1990年11月8日の東京ドームのライブを以て活動停止。布袋寅泰という当代随一のギタリストとのスリリングな切磋琢磨によって生み出されるまったく妥協のないサウンドは、一般ファンのみならず、コアなロック・ファンの心をも捉えた。
しかし、ビジネスに全く興味がなく純粋にロックがやりたかった吉川と、音楽を活動コンセプトやサウンドアプローチからファッション面やビジネス面までトータルで捉える布袋との間に徐々に溝が生まれ最後は飲み屋でのつかみ合いの喧嘩に発展。活動停止に至った。布袋・吉川はそれぞれ当時の音楽雑誌のインタビューで「COMPLEXさえ組まなければ、少なくとも友人を失うことはなかった」とコメントしている。しかし、2011年7月30日・31日に東日本大震災復興支援ライブを、東京ドームで21年ぶりに行い、ファン約10万人が詰め掛けた（後述）。また、13年後の2024年5月15日と、16日に2024年能登半島地震のチャリティーライブを東京ドームで行うとして再び復活し、2日間の合計約10万人が来場した。

### 1990年代
1997年に東芝EMIから、元同社専務取締役の石坂敬一が代表取締役に就任したポリドール・レコードに移籍。だが、この時期の音楽業界に吹き荒れた外資の嵐と変革の混乱の中に巻き込まれ売上が低迷。2002年に徳間ジャパンコミュニケーションズへ移籍。
1998年、個人事務所「アクセルミュージックエンターテイメント」設立。前所属のセブンスエンタープライズで、会社スタッフによる会社資金の使い込みが発覚。事務所の空中分解という状況で、セブンスエンタープライズの音楽部門若手スタッフを引き連れ設立という経緯。吉川は「他所に世話になるなんて考えられなかったので。自分について来てくれる会社の若い連中もいたし、仕方なく自分で会社を立ち上げざるを得なかったが今では立ち上げて本当に良かったと思っている」。歴史書を読む面白さを知ったのもこのころ。（セブンスエンタープライズ俳優部門は金山一彦、つみきみほなどで新たに立ち上げている）会社設立の際に、若い社員の前で「利益が出るまでオレは家に帰らない!」と大見得を切り、スタジオにソファを入れ暮らす。利益が出るのに7年、12年間をスタジオで暮らす。窓が無い地下室、湿気が多く、肺にカビが湧き、頭の皮が剥けるなどいろんな身体の箇所を病んだ。
1998年、自宅で知人と殴り合いになり、鼻骨および肋骨を骨折させる傷害容疑で、示談は成立していたが書類送検される。原因は酒に酔った知人が所有の尾崎豊の形見のギターを蹴ったこと。謝罪会見では、前所属事務所セブンスエンタープライズの会社スタッフによる資金使い込み騒動の真っ只中であり、真実をありのままに述べられない状況下での謝罪会見になった。この会見で記者から「何発殴ったのか?」との質問に、一方的に殴ったわけじゃなく殴り合いになり、相手もボクシングの経験があると前置きした上で「ワン、ツー、スリー?」と答える。この3発のパンチを打つ動作を客観的に再現しながら「こう、こう、こう、うん、3発殴った」「泥酔していたといわれているが違う。25%ぐらいの酒なら眞露2、3本くらいは大丈夫」「僕はちょっと人より力が強いみたいで」など発言したシーンがテレビで流れた。プロを相手に一発目から的確に拳を鼻に打ち込み鼻骨を折り、二発目で急所の一つといわれる脇の下の肋骨を骨折させたことから吉田豪らが吉川を“芸能界ケンカ最強”と推す切っ掛けとなった。

### 2000年代
2006年、映画『マスター・オブ・サンダー 決戦!! 封魔龍虎伝』の楽曲を担当。本作は千葉真一と倉田保昭が共演するアクション映画で、子供のころから千葉と倉田の大ファンである吉川が「何らかの形で参加したい」と熱望したことによる。シーンに合うオリジナルを10曲ほど作曲、自身の代表曲から4曲をアレンジして提供。
同年、DJ TASAKAとKAGAMIによるテクノ・ユニットDISCO TWINSのアルバム『TWINS DISCO』にて「Juicy Jungle」「Thunder Storm」の2曲にゲスト・ヴォーカルとして参加。また「Juicy Jungle」のMVに出演。このMVは「SPACE SHOWER Music Video Awards 07」でBEST IMPACT VIDEO賞を受賞。授賞式ではスペシャルゲストとして登場、DISCO TWINSと共にライブを行う。またDISCO TWINSとのユニット「DISCO K2 TWINS」を結成。シングル「Juicy Jungle」を発売。
2009年、大河ドラマ『天地人』（NHK総合、主演：妻夫木聡）に織田信長役として出演。同年、徳間ジャパンコミュニケーションズからユニバーサルミュージックに移籍。また、『仮面ライダー×仮面ライダー W&ディケイド MOVIE大戦2010』に、主人公の師である鳴海荘吉（仮面ライダースカル）の役で出演。

### 2010年代
2011年5月31日、ファンクラブのページにて一般女性との結婚を発表。翌6月1日に、婚姻届を提出。既に第一子も誕生しており、未婚の父であったことも明かした。
2012年12月10日、ワーナーミュージック・ジャパンへの移籍および同社にプライベート・レーベル「SAMURAI ROCK」を設立。
2017年7月21日、左側声帯ポリープが見つかり除去手術を受けることを、日本武道館ライブアンコールで明らかにした。
2018年1月20日から2日間、武蔵野の森総合スポーツプラザ メインアリーナのコンサートなどの本格的な音楽イベントとしてのこけら落し公演を開催。前年のツアー終了後、治療に専念する予定であったが、ツアーの手ごたえを感じた吉川の「ツアーをもっとやりたい、まだ歌いたいという思いが夏からどんどんふくらんできて」という意向を受け行われた。

### 2020年代
2020年、『探偵・由利麟太郎』（フジテレビ系）で地上波の連続ドラマに初主演。
2021年2月16日、前年末の人間ドックで判明した「狭心症」の手術を受けたことを公式サイトで発表。オペチームは映画『チーム・バチスタの栄光』で手術指導をした医師らが担当した。
2023年11月、大塚製薬の男性向けスキンケアブランド「UL・OS（ウル・オス）」のプロジェクト発表会に登場し、改めて芸能生活を振り返り、「高校を辞めて1年ほどでデビューできたのは、恵まれていた。その後は挫折することが多かった。失敗は糧になります」（片手バック転など体を駆使するパフォーマンスで脱臼や骨折を重ね傷だらけながら）「続けてこられたのは"お客さんの愛"のおかげ。それ以上のものを持って帰ってもらうためにトレーニングに励む」などと話した。
2024年1月、外傷性白内障で両目に人工の水晶体を移植する手術を行った。ライブなどでの激しい運動は医師から禁止されている。
2025年2月、奥田民生とユニット「Ooochie Koochie」（オーチーコーチー）を結成。

## 人物

### 音楽関係
80年代に於ける新たな日本のロックの価値観を作り上げた人物の一人である。デビュー時から自作曲はあったが当初はアルバムに入れてもらえなかった。「敷かれたレールでなく、けもの道を行きたくなる」と自ら作詞・作曲するアーティストの道へと進む。20歳そこそこのアイドルや男性ソロヴォーカリストが当時、自作自演することは珍しかった。ディレクターと大喧嘩もしたが、徐々に自作曲を増やし、現在は歌以外に、作詞・作曲・演奏・プログラミング・プロデュースなど、幅広く手がけており、『WILD LIPS』『OVER THE 9』など様々な作品を世に送り出している。
日本語を英語っぽく発音してロックに乗せる「巻き舌唱法」は、日本ではキャロルを始まりとして、吉川で一応の完成形となると評される。デビュー曲を作曲したNOBODYは、吉川の唱法について、「彼の音楽の才能について言うと、スピード感と言葉の乗せ方が素晴らしい。一つの音符に日本語を二音入れるから、聞いてると英語的になる。歌謡界とかニューミュージックとか、そういう垣根を毅然と飛び越えたニューパワー時代の到来です」などと評した。吉川自身はこれを“日本語を崩す歌い方”、例えば「だからぼくは」という歌詞を「だっかぁら、ぼっくぅは」と歌うとロック的なリズムが出るなどと説明している。デビュー時に紹介された木崎賢治に「どんな音楽やりたいの?」と聞かれて「僕は原田真二さんとか、格好いいと思うんですけど」と答えたら、「ああいう日本語の崩し方というか、乗っけ方というのをできる人は少ないんだよ、吉川くんできる?」と言われて始めたのがきっかけと話している。吉川はデビュー直後1985年のインタビューで「佐野さんはやっぱり日本語の言葉の音が先鋭的でビシビシ切れてる、ああいうロックに乗せるの、すごく難しいと思うんだけど、佐野さんは上手くやってると思うよ」、「歌い方が佐野元春さんの真似とよく言われる」などと話していたが、2012年のインタビューでは、「この先駆者は佐野元春さんだといわれるんですけど、僕は原田真二さんだと思う」と話している。
デビュー時はアイドル扱いされることを嫌い、コンサートで「キャーキャー騒ぐ女の子は出てってくれ。オレはアイドルにならない」と言ったことがある。
水泳で鍛えた逆三角形の上半身と高身長の体型は、それまでのアイドルとは一線を画し、大きなセールスポイントとなった。1983年、「モニカ」での鮮烈デビューに於いて、機関銃ヴォーカル、大歌謡ロック・サウンド、キメキメのステージ・アクション、歌謡曲を鼻っから小馬鹿にした"ビッグ・マウス"ですでに「吉川イズム」の原型が出来つつあった。『ザ・ベストテン』や『夜のヒットスタジオ』、『NHK紅白歌合戦』など、当時の歌番組での数々のパフォーマンスも有名。『ザ・ベストテン』でのパフォーマンスで最も知られているのは出身校・修道高校のプールでのバク転飛込みだが（1984年4月5日）、毎回出演時には視聴者を驚かす演出を自ら考案し楽しませた。「ベストテンのセットを壊すことで自分の存在を確認してたとこがあった」と述べている。数年たってTBSに行ったら、当時ADだった人たちに凄いイヤな顔をされたという。また『夜のヒットスタジオDELUXE』（フジテレビ）1985年10月2日放送回での「六本木心中」で見せたアン・ルイスとの生放送仰天コラボレーションは、伝説として語り継がれている（六本木心中#夜のヒットスタジオ、アン&吉川コラボ）。
日本でメイクアップをする男性アーティストの系譜に連なる人で、男の化粧を認知させた人物の一人である。沢田研二はテレビに出なくなった時期。『週刊平凡』1985年9月13日号の吉見佑子と中川勝彦の対談で、吉見「ふだんはメークしてないのね」 中川「ふだんしてもしようがないもの」 吉見「吉川晃司なんか少ししてるよ」 中川「うそっ。男性化粧品で?」 吉見「ううん。塗り絵だと思ってんでしょ、自分の顔も。ペンキ塗りの気分よ」という記事が見られる。『週刊明星』からは「不可解なメーク」とも言われたが、吉川は「失敗したなと思っても、どんどん上塗りして直そうとしてしまう」「派手なことは美しいと思っている」「カッコいいと思うと、下調べなしに取り入れてしまう直感的な感性のため」などと反論した。吉川デビュー時の衣装＝肩パッドが入って（いるように見えたが実は自肩だった）、ノータイ・ピンク、紫、あるいは白スーツは街に“偽吉川”を溢れさせ、同時期に活躍したチェッカーズのタータンチェック共々よく流行った。アイドルでDCブランドのスーツを着てテレビに出る者はそれまで誰もいなかったし、スーツでテレビに出るロックミュージシャンもいなかった。スーツでロックするのがカッコいいという新しい価値観を持ち込んだのは吉川やBOØWYである。ファッションの歴史を綴った書籍では、吉川やとんねるず、北野武らがDCブランドを着用して盛んにテレビに露出した1985年をDCブームの頂点と記述されているという。2013年の連続テレビ小説『あまちゃん』（NHK総合）では、小泉今日子演じる天野春子が学生時代を過ごした部屋で、吉川の写真に向かって「肩幅〜!」と叫ぶシーンがあった。「モニカ」がヒットして給料は6万円、「ラ・ヴィアンローズ」で給料10万円で、着るものが無いため、『夜のヒットスタジオ』の衣装そのまま飲みに行っていたという。
ファッションといえばサングラスである。現在はあまりサングラスをしないが、デビュー直後は常用していた。デビュー当時は「俺は歌謡曲の人種じゃねえ」という反撥心が凄く強く、「サングラスして黙りこくってたのは、俺はこいつらとは違うんだという意識を持ちたかったから。だから他のヤツとは全然口聞かなかった」「歌謡曲の世界ってハリボテ的でしょ。ロックの世界は歌謡曲とは違うって思ってたんだけど、実際入ってみたらそうでもなくてね。人のいいヤツは、上がって来れないのはどこの世界でも一緒だなと（笑）僕なんか、人のいい人間の中では成功してる方だと思いますよ。自分で言うのもナンですが（笑）」などと述べていた。
バク転以外のステージパフォーマンスとして、足を高く上げてドラムのシンバルを蹴る「シンバルキック」は吉川のライブの代名詞となっているステージ・アクションの一つ。いつから始めたか自身はよく覚えていないが、「肩を脱臼してバク転ができなかった時、代わりに何かやろうと思いついたのではないか」と思うと話している。「グラマラス・ライフ」のMVでシンバルを蹴るシーラ・Eが頭にあったという。初期は垂直に蹴り上げていたが、両足が肉離れを起こして縦に上がらなくなったため、横回転で勢いをつけて蹴るようになった。観客が「普通のシンバルキックは飽きたよ」「もっと高くできないの」などと言うから、意地で段々難度が上がってきたという。シンバルキックで過去3回骨折している。
小泉今日子らと共に"ニューアイドル登場"などと騒がれた。チェッカーズや吉川あたりから、男の子も女の子もみんなが好きになるアイドルが生まれたとも言われる。『週刊現代』は1985年4月13日号で小泉今日子と吉川を特集し「この連中の曲はやたら横文字がハンランしている。オジサンたちがついていけないのはそのためか。しかしそんなことを言ってはいられない。この連中がいまや風俗の最先端にいる。と言うことは、いずれ時代がそう動いていくということだ。彼らをどういう存在かをいま認識しておく努力を怠ると、たちまち時代から落伍してしまうぞ」と論じ、「大森三部作」で吉川を俳優デビューさせた大森一樹は「吉川を見ていると新人類の登場という印象を受ける。ボクや吉田拓郎とかは、カッコ悪さがカッコいいというところがある。それは守りの姿勢かも知れないけど、下手に出ていれば打たれることはないという日本の伝統を持っていた。ズッコケたら恥ずかしんだ、ボクらは。ところが吉川は、カッコ良さをドーンと押し出してきて、ズッコケない自信を持っている、これはもう新人類ですよ」、東宝宣伝部の奥田和之プロデューサーは「セックスはしません、なんてウソだと言ったりする。若いヤツがセックスしているなら、隠すべきじゃないって吉川はいう。スタントマンを使う、使わないでも、ウソはイヤだという拒否する。これがホンモノ志向の若者の象徴なんです」、田村充義ビクターディレクターは「今は"本人時代"なんですね。まわりがいくらガードしようたって本人が打ち合わせに出ちゃう。"本人対ディレクター"です。もちろん活字の場合も同じです」などと、昭和大学医学部神経科教授・中田輝夫は「ブリッ子スターを"体制順応型"とすれば、吉川晃司に象徴されるニューアイドルは"反逆児型"です。この二つが交代で登場するのが芸能界の流れで、順応型のスターが主流のときは、一般大衆は反体制なんです。逆に反逆児型がスターになるときは、政治が落ち着いている。石原裕次郎や小林旭が出たのと同じです」などと論じた。
交友関係が広い。ブラザー・コーン、藤井フミヤ、尾崎豊、とんねるず、大沢誉志幸、岡村靖幸、吉岡秀隆、本田恭章、氷室京介、布袋寅泰、森重樹一、世良公則、田原俊彦、布川敏和、本木雅弘、近藤真彦、中森明菜、藤真利子、羽賀健二、風見慎吾、鈴木賢司らと交友を持った。
特に尾崎豊と岡村靖幸を交えた同級生3人の仲は親友として有名。六本木WAVE（1999年閉店）1階のカフェ「レイン・ツリー」で待ち合わせて、次の店をどこにするか、「じゃんけんをし、勝った者が行き先を決めることが出来る」という方法で行く先を決めた。吉川が勝つとひたすら飲む、尾崎が勝つと女を口説くことが出来るクラブ、お酒が苦手な岡村が勝つとディスコ（岡村は、ディスコであの独特の踊りをずっと踊っていたそうである）に行った。尾崎は飲むのが好きで酒も強く、尾崎が勝っても女の子のいる店にはいかず結局、男三人で飲み、泥酔していたという。「昔は3人で無茶なことばっかりやっていた」と述べている。よく行ったのは西麻布「レッドシューズ」や「トゥールーズバー」、六本木「AREA」六本木「AREA」「Boo!Who?Woo!」、原宿カラオケ「港町十三番地」などという。「我々は下っ端の下っ端。話せないような先輩方のいろいろなイベントを目撃しました（笑）」「今日は『ベストテン』あがりだから10時過ぎになっちゃうけどって衣装のまんま行ったりしてたよ。でも身なりは派手でも懐はすきま風ピューピュー（笑）」「渡辺美里ちゃんの曲書いてたくさん印税が入ってた岡村はお金持ちでしたよ。途中で追いついたけど、僕も（笑）」 岡村「僕らって背が高いほうなのにハイヒール履いてるから身長190センチぐらいになっちゃってて。目にはバッチリ、アイライン入れてた、普段から（笑）」 吉川岡村「イギリスのニューロマンティックスを意識してました。デヴィッド・ボウイがお手本でした。心酔してたね。だから女性的な格好をしてみたりもしたし」 岡村「当時、海外アーティストがコンサートで東京に来ると、みんな夜の街に繰り出してくるから、わりと気軽に会えたんだよね」 吉川「プリンスにも会ったし、デュラン・デュランにも会ったし、飲み屋のマスターから『今、ロッド来てるけど?』『あ、行きます！』って。俺、ロバート・パーマーが大好きで、とある雑誌で対談させてもらったんだけど、酔ったロバート・パーマーが『酔拳』みたいな感じになってしまって全く対談にならないんだから（笑）。最高に楽しかったけど」 岡村「いまにして思えば、めちゃめちゃ貴重な体験ですよ。ロバート・パーマーと対談した人なんて日本にほとんどいないと思う」 吉川「80年代の東京は、良くも悪くも、もの凄くエネルギーが集中していたし、外から見れば、世界で一番魅力的な街だったとは思う。ただ文化的な側面で世界が一目置いていたかというと、そこは疑問があるよね。ジャパンマネーに圧倒されていただけかもしれない」などと述べている。岡村は「当時の僕の目には、尾崎と吉川はキラキラ輝いて見えた」と話している。岡村は「僕の中では、ボーイズ・ラブな感じがあった。二人に対して。とにかくあの頃の二人は本当にきれいだった。美しい二人。僕は会えばしょちゅうハグしてたと思うけど、抱きつきたくなるんです。とびっきり華のある二人だったし、一緒にいるのが心地よかった。ただ、当時はスマホなんてなかったから三人の写真は一枚も残ってないの」などと述べている。19歳という未熟な時期から三人ともそれぞれの道を歩み始め、三人で集まって遊ぶことは段々少なくなっていった。最後に三人で遊んだのは25歳くらいのとき、芝浦のクラブ「GOLD」で、ちょうどマドンナが「GOLD」に遊びに来ていた日で、VIPルームで三人で飲んでいたら、マドンナが突然現れて吉川だけが呼ばれた。何だろうと騒然となったが、数分後、吉川が戻ってきて「便所はどこかって聞かれた」と言った。吉川は「そこの角曲がったとこだ。一人で行け」とマドンナに言ったが「いいから連れて行け」と命令され、仕方なく便所までエスコートしたと話している。それからしばらくして尾崎が亡くなり、三人で遊ぶことはもう出来なくなった。尾崎が亡くなったとき、吉川は友人代表としてお悔みを述べ、岡村が不祥事を起こした際は、「自分のケツは自分で拭かないとね。でもきっと、スリムになって戻ってくるんじゃないかな?」と気遣うコメントを述べている。尾崎の死後は「彼は反論できないのでフェアじゃない」と言い、彼について深く語ることはない。
尾崎と泥酔した明け方、ゴミ置き場のダンボールが夏の暑い日で冷たくて気持ちが良く、二人でゴミ置き場に寝込み、そのまま朝になる。そこは六本木交差点近くのバス停の前で、通学の女子高生がずらりと並んでいて、女子高生の一人に「もう起きられた方がいいですよ」と声をかけられた。
晩年のアベフトシと川村カオリの活動を支援。
初期の頃の専属バックバンドは、PaPa。PaPaはテレビや映画、ライブなど「見える場所」では共演したが、レコーディングは参加しない。
「音楽を真面目にやっているミュージシャンも、テレビに出ないとだめだ」と言い続けていた。これは渡辺プロに在籍している以上、テレビに出る仕事は避けられなかったが、テレビに出演していくうちに、テレビの影響力を自ら肌で感じ、「上手い具合に出演すれば、ミュージシャン自身の向上にもつながる」と考えるようになったためである。そのため、吉川自身がテレビに出なくなるとファンから「自分がテレビに出ないとダメだと言っておいて、なぜテレビに出ない?」と非難されるため、本人もテレビに出るようにしている。COMPLEXとしての時期はテレビ出演をほとんどしなかったため「（テレビ出演を好まなかった）布袋に遠慮している」と非難されたことがある。
1986年と1987年の2月24日に日本テレビで放送された伝説的音楽番組『メリー・クリスマス・ショー (Merry X'mas Show)』の企画を言い出したのは吉川。「たくさんミュージシャンを集められるのは桑田さんしかいない」と呑みの席で桑田佳祐に「今の音楽シーンがつまらないのは、ある意味あなた方にも責任があるんじゃないの?」と暴言を吐き、「ガキのくせにこのボケ!」とケンカになったが、朝まで話し込んで「よっしゃ考えてみる」という桑田の話で始まったもの。当初は2人を中心に運営したが、働かないのでほぼ桑田がやったという。ただ、BOØWYや若いバンドに声をかけた。
確固たる音楽のバックボーンがあったため、アイドル、歌謡曲、ロックという棲み分けをなくすかのように、いとも簡単にその壁を飛び越え、新たな価値観を築くことが出来た。それが吉川とチェッカーズが日本の音楽シーンに遺した最も大きな功績とも評価される。

#### NHK紅白歌合戦でのハプニング
現在唯一の出場である1985年12月31日の『第36回NHK紅白歌合戦』（NHK総合・ラジオ第1）では、「にくまれそうなNEWフェイス」で白組のトップバッターで登場したが、その際に自ら様々なハプニングを起こし、物議を醸すきっかけとなる。この件を振り返り「当時は多くの賞が出来レースになっていて、プロダクションやレコード会社の政治力によって決まっていたり、事実を受け入れたくない、どうしたらいいんだろうといつも悶々としていた。紅白は抗議行動的な側面もあったが、あまりに稚拙だったと思う。極度の興奮状態にあったので曲を延ばしている意識も全く無かった。ギターもあそこまで燃やすつもりもなくて、ジミ・ヘンドリックスをマネして、軽く付けてみようと思ったら、照明が当たっていて火が見えなくて自分でも火傷して、訳が分からなくなってしまった。全部が見事なほど裏目に出てしまった」などと述べている。また、それだけではなく「墓場まで持っていかなければいけない、言えないことがまだある」とも話している。
紅白の価値観を転倒させて、若者の紅白離れを起こし、紅白の視聴率がダメになっていく段階に於いて、蹴手繰りをカマしたその代表選手だった。マキタスポーツは「アイドル枠に閉じ込められたくない、と吉川さんがリスクをしょってやっていることが子ども心に見えて、『吉川、ヤレ!ヤレ!』とテレビの前で声援を送った」と述べている。スージー鈴木は「80年代は今までの芸能界のしきたりとかを壊す破〇者がいっぱい出てきた。芸能界の学級〇壊を起こした問題児たち、その代表といえます」と評している。
著作『晃司全てを語る』にて、この時嫌な芸能界を止めるつもりでいたが、楽に高収入を稼げるこの仕事やめるの惜しいな〜俳優ももっとやりたいし〜ずっと芸能界にいよう〜と決意を語っている。
一説では、その後NHKに十数年間出入り禁止となり、ラジオでもしばらく曲がかからなかった（後年解除された）とされているが、これは都市伝説で誤りという話もある。これはあくまで紅白を盛り上げるためで、視聴者からの抗議も無く、ペナルティーも一切無かったとのことである。その後『ポップジャム』に何度か出演。2002年放送のドラマ『真夜中は別の顔』では主演に抜擢、2009年の大河ドラマ『天地人』（NHK総合）に織田信長役で出演。1998年6月21日、コンサートツアーの一環としてNHKホールで公演を行い、以後も公演を続けている。

### 俳優関係
自身では歌だけをやりたかったが、「マルチでやれるようになれ」と最初に言われ、芝居の稽古をさせられた。当時は「俺はこんなことをやりたいわけじゃない」と反撥したが、「今となってはありがたいことだったと思うし、感謝している」と話している。俳優としての活動は、デビュー作の『すかんぴんウォーク』、『ユー・ガッタ・チャンス』、『テイク・イット・イージー』の通称「民川裕司3部作」、「吉川晃司主演3部作」が有名。音楽に専念するため役者は一時封印するが後年、再び映画に出演、唯一無二の存在感を見せつける。渡辺プロ時代の「シャタラー」以来十数年振りに三池崇史監督作品『漂流街』に出演。独特のオーラと存在感に高評価を得る。この作品において三池と意気投合。その後の三池作品、ミュージック・ビデオ、ライブ撮影と繋がっていく。三池は吉川について「存在感が凄すぎて気軽な役には使えない。特別な役にもってこいな人。吉川さんはスペシャルな血が流れてますね」と語っている。『るろうに剣心』の大友啓史監督は「あの体格とスタイルなので、動きの一つ一つが映像映えする。吉川さんがやると、剣での立ち回りも真剣勝負に見えるんです」などと評価する。『天国から来た男たち』『レディ・ジョーカー』など、ほぼ年一本のペースで映画にコンスタントに出演している。吉川は俳優業について「ボクサーがレスリングのリングに立っても、負けるわけにはいかない的な背水感があります。そんな気分になれるのも俳優をやるときの魅力です」と述べている。
2009年の大河ドラマ『天地人』（NHK総合）の織田信長役で新境地を開く。NHKに女性視聴者から問合せが殺到した。
2008年4月（2013年9月）『SEMPO -日本のシンドラー 杉原千畝物語-』でミュージカルに初挑戦、杉原千畝を演じる。
「吉川さんも体制に反発してきた人間ですよね」と口説かれ、断れなかったという。
『仮面ライダー×仮面ライダー W&ディケイド MOVIE大戦2010』に鳴海荘吉 / 仮面ライダースカル役で出演。依頼が来た時はマネージャーに「怪人の役じゃないの?」と尋ねたという。起用は、「主人公がハードボイルドを目指しているキャラクターなので、その師を演じるのはハードボイルドを体現できる人でなければならない」という理由による。劇中で荘吉は左足を負傷するという展開だが、撮影当時は右足に怪我を抱えていたため、引き擦る足を間違えることもあった。テレビシリーズ『仮面ライダーW』では「鳴海荘吉」名義で挿入歌「Nobody's Perfect」作曲と歌唱を担当、そのミュージック・ビデオで再び荘吉を演じている。
2010年公開の『仮面ライダー×仮面ライダー オーズ&ダブル feat.スカル MOVIE大戦CORE』では、主役扱いでクレジットされている。出演にあたり「荘吉の『お前の罪を数えろ』という決め台詞はどうして生まれたのか」「荘吉はなぜ娘に会うことを避けていたのか」の2点を明確にして欲しいとスタッフに伝えた。時系列的には『MOVIE大戦2010』より前の出来事であるため、構え方や声の高さを意識的に変え若く見せようとしたが、そのせいで声が裏返りNGを出したこともあるという。
2016年公開の『さらば あぶない刑事』では、撮影に備え、東大泉の東映東京撮影所でバイクの自主トレーニングを行っていたが、2015年3月3日に同所で、ウィリー走行などにトライしていた際に転倒事故を起こし、全治2か月の重傷を負った。同じ日に同所でAKB48が「僕たちは戦わない」のミュージック・ビデオを撮影中だった。
2022年度後期放送のNHK朝ドラ『舞いあがれ!』での航空学校・帯広校の大河内教官役は、当初脚本にあった、言葉遣いも荒く、ワイルドな鬼教官という役柄設定を、自らの希望で丁寧な口調で学生を諭す役柄に変更した。
各界の著名人が集った西麻布の伝説のバー「ホワイト」へは、1990年頃に原田芳雄に連れて行ってもらい、その後、北方謙三や尾崎豊らとも通った。常連客の一人である松田優作は生前に下北沢のジャズバー「レディジェーン」でライブを一度観た経験があるが、直接会ったことはなく、既に故人となっていた。「ホワイト」のママは松田の形見のジャージを預っており、ママが「あたしが持っていても仕方がないから、あんた」とそのジャージを渡した。「そんなの頂いていいんですか」と躊躇したが、ママから「吉川のこと（松田が）言ってたよ」と言われ、受け取った。そのジャージはトレーニングに使わず大切に保管してあるという。

### 体育会系
一貫してとんがった生き方がファンを魅了。大柄な体格と男気溢れる逸話、また付き合いの広さなどから、しばしば“体育会系”といわれた。2023年現在もトレーニングは週6・水泳年300日を欠かさない。「これは私にとってはもう仕事の一環です。楽しくないですよ」と話した。
水球で鍛えた逆三角形の体型が男子トイレのマークに似ていたため、学生時代のあだ名は、「便所マーク」、短縮して「便所」だった。人が大勢いるところで、友人から「便所ー!」と大声で呼ばれ、恥ずかしい思いをしたとデビュー当時の歌番組で話したことがある。
広島で活躍するローカルタレント・西田篤史は、来広ミュージシャンと多くの交遊を持ったことでも知られるが、駆け出しのころ、やはりプロデビュー前、広島時代に密着取材した。「はまちバンド」解散ライブ終了後、ナベプロのマネージャーに「お前は甘い!」と殴られるのを横で見ていて、「何てことするんだ..」と思ったというが、「水球部だったんで別に普通。何とも思わない」と話した。
ナベプロが制作していた関係で『新春かくし芸大会』にも出演。演目は、1985年は日本刀を使った竹割りや、殺陣。リハーサルの際、上手く竹を割ることができず、日本刀が曲がってしまい、何本も壊した。1986年はバイクスタント。猛スピードのバイクに乗りジャンプ台まで疾走し、バイクとともにジャンプした後にダンボールの山に突っ込むという、体を張った芸を披露した。
2010年7月11日放送『TheサンデーNEXT』のインタビューでは公園で雲梯などを利用し筋トレしていること、ヒヤシンスの根のように東京では出稼ぎ感覚であると語った。
2009年の無人島サバイバルが話題を呼んだため、その続編が2011年4月15日『中居正広の金曜日のスマたちへ』で放送、アフリカの地でサバイバルを敢行した。ケニアマサイマラ国立保護区でツリー生活に挑んだ。現地に住むマサイ族から「野宿なんて気が狂ってる」と言われるような環境で野宿を行った。その辺は肉食獣よりアジア系の密猟者が多く「密猟者に間違われて撃ち殺されるぞ」と脅された。また群れをなすヌーが吉川を見て初めは逃げ出すが、うちの2〜3匹は急に方向転換をして吉川に走りかかるハプニングが発生。サバンナで人を殺すのはパニックに陥った草食動物が多いという。

### その他
「やっぱり広島に、広島の土に生えた自分としては、東京に根は生やしたくないな、という思いはいまだにあって」などと故郷広島に対する想いを度々口に出す。広島を離れて既に40年経つが、1983年春に上京してプロデビューした後もよく広島に帰り、JR広島駅北側の目の前にある銀色の仏舎利塔（二葉山平和塔）が鎮座する二葉山に登り、瀬戸内海をよく見ていたという。「水墨画のような、何ともいえない趣というか、味わいというか、やっぱり自分のその、こういう絵を見て育ったから、こういう自分になったんだろうなっていう気がする。価値観とか美意識とかもね。じゃけえ、そういう存在ですよ、広島って、自分にとってね」と話し、この40年、心の支えとなってきた、広島の風景という。また有名な母校修道のプールにも仕事の壁にぶちあたるたびに、こっそり訪れて夜中に海パン持参で忍び込んで泳ぎ、「芸能界で活動する中で幾多の壁に直面した。その度に修道のプールを訪れつらい思いを流すために泳いだ。僕にとって修道のプールは母の体のようなものであり、様々なことを学び、仲間と切磋琢磨したことが己の根幹、血肉となっている」「ここに来ると、つらい思いを水に流して、また仕事に戻ることができた。100回ぐらいは来ていると思う」などと話した。2017年4月に修道の新プール竣工祭に田口信教らとともに出席し、テープカットを行ったが、新プールが完成したことで、今後は忍び込めなくなることを残念がる吉川に、田原俊典校長は「吉川さん専用の入口を作ってお待ちしています」と“特別待遇”を約束した。
「駆け出しのころは歌手一本では食っていけなかったので、副業もこなせたらいいなと思って俳優業をしていた」とテレビ番組で後年、回想している。
上條淳士の漫画作品『TO-Y』（1985年 - 1987年）の主人公のライバル・哀川陽司のモデル。作者との対談（サンデーコミックス1巻収録）もしたことがあるが、その時まで自分では気づいていなかった。吉川をモデルにした理由として上條は、「当時の男性アイドルはまだキラキラした王子様みたいな人が多くて。それはトーイのライバルとしてはちょっと違うかなと思いました。吉川さんからは、男っぽさとかセクシーさとか、そういうものを感じたんです。例えば小学生の頃に好きだったジュリーと近い印象を持ったので、勝手にモデルにさせていただきました。これは今だから言える話ですけど、事務所や御本人の許可なしに出しちゃったんですよね（笑）、後に吉川さんと仕事を通じて知り合いになり、事後承諾頂きましたけど（笑）。現在では考えられない話です」などと述べている。上條は『TO-Y』の登場人物で特定のモデルがいるのはその哀川陽司だけで、「主人公トーイ、ニヤ、園子も特定のモデルはいない」と話している。
読書家。三国志をはじめとする中国史マニア（日本史の知識も少しある）。別冊文藝春秋2005年1月号では中国歴史小説家の宮城谷昌光と対談、中国史について並々ならぬ知識の片鱗をのぞかせている。中国ものを読み始めたきっかけは、歌詞を書く際のボキャブラリー不足を痛感して、とにかく文字に慣れよう、と考えたから。また、北方謙三とも交流があり、北方は対談した際の感想で「深く掘り下げた質問をしてくるし、細かいところまで良く知っているし、こいつは何で中国史をこんなに勉強しているんだ? 音楽やっているんじゃないのか?」と述べている。近年では古代中国関係の美術展にコメンテーターとして参加したり、中国のテレビドラマ『三国志 Three Kingdoms』では日本語版のナレーションを担当した。独特の語り口を活かして歴史や科学など教養番組でもナレーションや、歴史小説の解説なども務める。またCD BOOK『エンジェルチャイムが鳴る夜に』のなかで小説も執筆している。
所有車は、フェラーリ・512TR、アストンマーティン・V8。スープラ、コルベットと乗り継ぎ、現在に至る。
ウーパールーパーを飼っている。繁殖も経験しているという。
極楽とんぼ・加藤浩次とは、20代の頃に吉川がよく通っていたバーで加藤がバーテンダーとして働いていたときからの知り合い。加藤によれば、吉川は来店するといつも「バーボンのロックを頼み、1瓶開けると酔った雰囲気も出さずに去っていった」という。当時吉川は加藤のことを「こうちゃん」と呼んでいた。
2010年8月28日放送の『スマステーション』で「大阪のたこ焼きってキャベツないっておかしくないですか」「これを大阪人に言うと、馬鹿にされるんですよ」と発言。これには広島出身の大下容子テレビ朝日アナウンサーも同意。2014年6月25日のニコニコ生放送「検証！吉川晃司、30の伝説!!」では、若いころ『Mステ』で、広島のお好み焼きにマヨネーズを入れると言った猿岩石を「広島のお好み焼きにマヨネーズは入れないだろ」と説教した。現在も「広島のお好み焼きにはマヨネーズを入れてはダメ」が持論である。
広島での番組やライブでは広島弁で話すが、同級生の奥田民生が「吉川はわざとらしい広島弁を喋っとる」と聞いて立腹した。同じ府中町出身のバイきんぐ西村瑞樹は「吉川さんの広島弁は心地よい。本来あるべき姿の広島弁だと、勉強してほしいくらいですよ！」などと吉川に代わって反論している。
2011年、「東日本大震災」発生直後の3月19日から5月2日まで3回にわたって、宮城県石巻市でボランティア活動をした。 同年7月に東京ドームで布袋寅泰とのユニット「COMPLEX」復活ライブを開催、収益金の約6億5430万円を被災地に寄付をしている。また、2024年に発生した能登半島地震の復興支援チャリティーライブという名目で、5月15と16日の2日間にわたり、東京ドームにて13年ぶりにチャリティーライブを開催した。
2012年4月17日、都内のサウナで偶然居合わせたTOKIOの松岡昌宏が脱水症状で倒れ、吉川が介抱した。
2013年朝のNHK連ドラ『あまちゃん』で、勝地涼が演じた“前髪クネ男”のキャラは吉川を参考にしたという。
バブル期を駆け抜け、今日まで日本の音楽シーンで一線で活躍するキャリアから、都市伝説の類いの数々の逸話を持つ。2014年6月25日、デビュー30周年を記念したシングル・コレクション『SINGLES+』のリリースに合わせて、30時間に及ぶ特番が「ニコニコ生放送」でオンエアされ、本人が生出演。「検証!吉川晃司、30の伝説!!」というコーナーで、自身にまつわる伝説の真相を語った。酔って家の鍵を無くし、壁を伝ってベランダから窓を割って入って大騒ぎになって、警察沙汰になったことがあるのは本当で、これは3階のときだったが、7階のマンションの部屋に壁伝いによじ登ったこともあるという（警察沙汰にはならなかった）。様々な吉川伝説は概ね事実であることが判明したが、「酒に酔っ払って西麻布の街を電話ボックスを担いで歩いたコトがある」という都市伝説は事実ではない（このエピソードについてダウンタウンの松本人志が「携帯電話ですね」とコメントしたことがある）。
『ザ・ベストテン』の番組内で、戦国大名・毛利元就の次男・元春（後に吉川家の養子となり、吉川元春に）の子孫だと紹介されたことがあるが、史実では吉川元春の血縁的系譜は吉川経永で絶えているので血統上は吉川元春の子孫ではない。ただし、吉川経永の養子である吉川経倫は毛利元就の男系子孫にあたるため、吉川家の子孫であるならば毛利元就の子孫である。歴史の話になると吉川自ら「俺は吉川の方だからね」の発言が何度かある。
地元が広島出身ということもあり、広島東洋カープのファンである。しかしデビューしたてのころ、「広島出身だが、カープのファンか?」との質問に、「あんまり興味ない。子供のころはよく野球やってたけど、中学くらいからはサッカーのほうが面白かった」とインタビューで答えていたことがある。
2013年8月6日、MAZDA Zoom-Zoomスタジアム広島で始球式を行い、111km/hの速球を投げ込み球場を沸かせた。また、被爆二世であることもあり、5回裏終了時に、「イマジン」の和訳バージョンを独唱し、核兵器廃絶を訴えた。
2016年10月22日、マツダスタジアムにて行われた『SMBC日本シリーズ2016』広島東洋カープ対北海道日本ハムファイターズ 第1回戦にて国歌独唱を務めた。
2024年2月23日に行われたエディオンピースウイング広島での初めての公式戦で国歌を独唱した。

## 受賞歴
- 第26回日本レコード大賞 新人賞『モニカ』
- 第17回日本有線大賞 最優秀新人賞『モニカ』
- 第8回日本アカデミー賞 新人俳優賞『すかんぴんウォーク』
- 第27回ブルーリボン賞 新人賞『すかんぴんウォーク』
- 第39回毎日映画コンクール スポニチグランプリ新人賞『すかんぴんウォーク』
- 第34回日本アカデミー賞 優秀助演男優賞『必死剣 鳥刺し』[173]
- 第87回ザテレビジョンドラマアカデミー賞 助演男優賞『下町ロケット』[174]
- 2016 GQ Men of the Year[175]
- ジャパンアクションアワード2019 ベストアクション男優優秀賞（『精霊の守り人 最終章』）[176][177]

## ディスコグラフィー

### シングル
|      | 発売日          | タイトル                                    | レーベル                                      | 規格                              | 規格品番                | 順位 | 収録アルバム               |
| ---- | --------------- | ------------------------------------------- | --------------------------------------------- | --------------------------------- | ----------------------- | ---- | -------------------------- |
| 1st  | 1984年2月1日    | モニカ                                      | SMSレコード                                   | 7インチ                           | SM07-240                | 4位  | パラシュートが落ちた夏     |
| 2nd  | 1984年6月1日    | サヨナラは八月のララバイ                    | SMSレコード                                   | 7インチ                           | SM07-243                | 6位  | LA VIE EN ROSE             |
| 3rd  | 1984年9月10日   | ラ・ヴィアンローズ                          | SMSレコード                                   | 7インチ                           | SM07-246                | 4位  | LA VIE EN ROSE             |
| 4th  | 1985年1月11日   | You Gotta Chance 〜ダンスで夏を抱きしめて〜 | SMSレコード                                   | 7インチ                           | SM07-248                | 1位  | オリジナル・アルバム未収録 |
| 5th  | 1985年4月23日   | にくまれそうなNEWフェイス                   | SMSレコード                                   | 7インチ                           | SM07-250                | 1位  | オリジナル・アルバム未収録 |
| 6th  | 1985年9月25日   | RAIN-DANCEがきこえる                        | SMSレコード                                   | 7インチ                           | SM07-256                | 2位  | オリジナル・アルバム未収録 |
| 7th  | 1986年1月1日    | キャンドルの瞳                              | SMSレコード                                   | 7インチ                           | SM07-247                | 2位  | MODERN TIME                |
| 8th  | 1986年3月21日   | MODERN TIME                                 | SMSレコード                                   | 7インチ                           | SM07-260                | 10位 | MODERN TIME                |
| 9th  | 1986年9月30日   | すべてはこの夜に                            | SMSレコード                                   | 7インチ                           | SM07-265                | 4位  | オリジナル・アルバム未収録 |
| 10th | 1987年3月5日    | MARILYNE                                    | SMSレコード                                   | 7インチ                           | SM10-270                | 4位  | A-LA-BA・LA-M-BA           |
| 11th | 1987年6月5日    | 終わらないSun Set                           | SMSレコード                                   | 7インチ                           | SM10-274                | 12位 | A-LA-BA・LA-M-BA           |
| -    | 1987年11月21日  | HOT LIPS（プロモーション盤のみ）            | SMSレコード                                   | 7インチ                           | SM00-13                 | -    | GLAMOROUS JUMP             |
| 12th | 1988年2月3日    | プリティ・デイト                            | SMSレコード                                   | 7インチ                           | SM07-280                | 5位  | オリジナル・アルバム未収録 |
| 13th | 1991年4月12日   | Virgin Moon                                 | 東芝EMI / EASTWORLD                           | 8センチCD CT                      | TODT-2642 TOST-2642     | 5位  | LUNATIC LION               |
| 14th | 1992年2月6日    | せつなさを殺せない                          | 東芝EMI / EASTWORLD                           | 8センチCD                         | TODT-2798               | 6位  | オリジナル・アルバム未収録 |
| 15th | 1992年8月5日    | ジェラシーを微笑みにかえて                  | 東芝EMI / EASTWORLD                           | 8センチCD                         | TODT-2873               | 5位  | Shyness Overdrive          |
| 16th | 1992年10月14日  | Brain SUGAR-Mad Blade Mix-                  | 東芝EMI / EASTWORLD                           | 8センチCD                         | TODT-2937               | 10位 | Shyness Overdrive          |
| 17th | 1993年2月24日   | KISSに撃たれて眠りたい                      | 東芝EMI / EASTWORLD                           | 8センチCD                         | TODT-2978               | 8位  | Cloudy Heart               |
| 18th | 1993年12月13日  | VENUS 〜迷い子の未来〜                      | 東芝EMI / EASTWORLD                           | 8センチCD                         | TODT-3140               | 3位  | Cloudy Heart               |
| 19th | 1994年2月21日   | Rambling Rose                               | 東芝EMI / EASTWORLD                           | 8センチCD                         | TODT-3210               | 6位  | Cloudy Heart               |
| -    | 1994年          | Day by Day（プロモーション盤のみ）          | 東芝EMI / EASTWORLD                           | -                                 | -                       | -    | Cloudy Heart               |
| 20th | 1995年4月24日   | BOY'S LIFE                                  | 東芝EMI / EASTWORLD                           | 8センチCD                         | TODT-3427               | 4位  | FOREVER ROAD               |
| 21st | 1996年7月1日    | アクセル                                    | 東芝EMI / EASTWORLD                           | 8センチCD                         | TODT-3711               | 12位 | BEAT∞SPEED                 |
| 22nd | 1996年9月30日   | SPEED                                       | 東芝EMI / EASTWORLD                           | 8センチCD                         | TODT-3820               | 10位 | BEAT∞SPEED                 |
| 23rd | 1996年11月13日  | SHADOW BEAT                                 | 東芝EMI / EASTWORLD                           | 8センチCD                         | TODT-3886               | 34位 | BEAT∞SPEED                 |
| 24th | 1997年8月27日   | エロス                                      | ポリドール                                    | 8センチCD                         | PODH-1375               | 14位 | HEROIC Rendezvous          |
| 25th | 1997年12月3日   | RUNAWAY                                     | ポリドール                                    | 8センチCD                         | PODH-1385               | 19位 | HEROIC Rendezvous          |
| 26th | 1998年4月8日    | KEY 〜胸のドアを暴け〜                      | ポリドール                                    | 8センチCD                         | PODH-1400               | 18位 | HEROIC Rendezvous          |
| 27th | 1999年2月24日   | Glow In The Dark                            | ポリドール                                    | 12センチCD                        | POCH-1760               | 42位 | HOT ROD                    |
| 28st | 1999年7月7日    | ギラギラ                                    | ポリドール                                    | 8センチCD                         | PODH-1482               | 18位 | HOT ROD                    |
| 29th | 2000年9月27日   | ナイフ                                      | キティMME                                     | 12センチCD                        | UMCM-5001               | 27位 | オリジナル・アルバム未収録 |
| -    | 2001年 1月〜3月 | Solid Soul                                  | キティMME                                     | 12センチCD                        | UMCK-5522               | -    | -                          |
| 30th | 2002年6月26日   | パンドーラ                                  | 徳間ジャパン / JAPAN RECORDS                  | CD EXTRA                          | TKCA-72376              | 29位 | PANDORA                    |
| 31st | 2003年7月9日    | 恋のジェリーフィッシュ                      | 徳間ジャパン / JAPAN RECORDS                  | CD EXTRA                          | TKCA-72552              | 20位 | Jellyfish & Chips          |
| 32nd | 2005年2月1日    | 狂った太陽                                  | 徳間ジャパン / JAPAN RECORDS                  | 12センチCD                        | TKCA-72780              | 26位 | オリジナル・アルバム未収録 |
| 33rd | 2006年7月12日   | サバンナの夜                                | 徳間ジャパン / JAPAN RECORDS                  | CD+DVD（初回限定盤） CD（通常盤） | TKCA-73068/80           | 29位 | TARZAN                     |
| 34th | 2006年8月9日    | ONE WORLD                                   | 徳間ジャパン / JAPAN RECORDS                  | 12センチCD                        | TKCA-73102              | 22位 | TARZAN                     |
| 35th | 2007年3月7日    | ベイビージェーン/ジャスミン                 | 徳間ジャパン / JAPAN RECORDS                  | 12センチCD                        | TKCA-73172              | 33位 | TARZAN                     |
| 36th | 2008年4月16日   | 光と影                                      | 徳間ジャパン / JAPAN RECORDS                  | 12センチCD                        | TKCA-73314              | 27位 | オリジナル・アルバム未収録 |
| 37th | 2009年5月20日   | 傷だらけのダイヤモンド                      | Far Eastern Tribe Records                     | CD+DVD（初回限定盤） CD（通常盤） | UMCF-9512 UMCF-5038     | 14位 | Double-edged sword         |
| 38th | 2013年2月13日   | SAMURAI ROCK                                | ワーナーミュージック・ジャパン / SAMURAI ROCK | CD+DVD（初回限定盤） CD（通常盤） | WPZL-30500/1 WPCL-11281 | 12位 | SAMURAI ROCK               |
| 39th | 2014年9月3日    | Dream On                                    | ワーナーミュージック・ジャパン / SAMURAI ROCK | 12センチCD                        | WPCL-11994              | 16位 | WILD LIPS                  |
| -    | 2018年1月20日   | The Last Letter（ライブ会場での限定販売）   | ワーナーミュージック・ジャパン / SAMURAI ROCK | 12センチCD                        | WPDH-10471              | -    | OVER THE 9                 |

#### リミックス・シングル
|     | 発売日        | タイトル                                               | レーベル    | 規格     | 規格品番  | 順位 | 収録アルバム      |
| --- | ------------- | ------------------------------------------------------ | ----------- | -------- | --------- | ---- | ----------------- |
| 1st | 1984年12月5日 | MAIN DISH -PARTY VERSION- （No No サーキュレーション） | SMSレコード | 12インチ | SM15-5412 | 4位  | SATISFACTION FAKE |
| 2nd | 1985年11月5日 | Can't you hear the RAIN DANCE                          | SMSレコード | 12インチ | SM12-5420 | 5位  | SATISFACTION FAKE |
| 3rd | 1986年6月21日 | NERVOUS VENUS                                          | SMSレコード | 12インチ | SM12-5427 | 12位 | SATISFACTION FAKE |

#### コラボレーション・シングル
|     | 発売日         | 歌手名            | タイトル         | レーベル                         | 規格       | 規格品番                | 順位 | 収録アルバム |
| --- | -------------- | ----------------- | ---------------- | -------------------------------- | ---------- | ----------------------- | ---- | ------------ |
| 1st | 2006年9月25日  | DISCO K2 TWINS    | Juicy Jungle     | 東芝EMI / EASTWORLD              | 12センチCD | TOCT-40057              | 48位 | TARZAN       |
| 2nd | 2010年6月30日  | 鳴海荘吉          | Nobody's Perfect | エイベックス・エンタテインメント | CD+DVD CD  | AVCA-29789/B AVCA-29790 | 8位  | SAMURAI ROCK |
| 3rd | 2010年12月15日 | DaiKichi 〜大吉〜 | HEART∞BREAKER    | avex mode                        | CD+DVD CD  | AVCA-29882/B AVCA-29883 | 9位  | SAMURAI ROCK |

#### インターネット配信
|      | 配信開始日     | タイトル                                         | レーベル                                                                | 作詞                                 | 作曲                                             | 編曲               | 収録作品                         | 備考 |
| ---- | -------------- | ------------------------------------------------ | ----------------------------------------------------------------------- | ------------------------------------ | ------------------------------------------------ | ------------------ | -------------------------------- | --- |
| 1st  | 2008年4月16日  | NOW                                              | (配信終了)                                                              | 中島みゆき                           | 中島みゆき                                       | -                  | -                                | ミュージカル「SEMPO -日本のシンドラー 杉原千畝物語-」主題歌 |
| 2nd  | 2008年4月30日  | 光と影 〜SEMPO LIVE ver.〜                       | (配信終了)                                                              | 松井五郎                             | 吉川晃司                                         | -                  | -                                | ミュージカル「SEMPO -日本のシンドラー 杉原千畝物語-」劇中歌 |
| 3rd  | 2011年8月3日   | あの夏を忘れない                                 | (配信終了)                                                              | 吉川晃司 松井五郎 府中小の子どもたち | 吉川晃司                                         | -                  | KEEP ON SINGIN'!!!!!〜日本一心〜 | 広島県民会議主催の子供たちの夢を叶える「夢配達人プロジェクト」にて選ばれた広島県府中小学校の生徒の夢「被爆者に、原爆の様子を聞いて、それを元に、作曲家と一緒に歌を作って、歌いたい」を実現するため、同校OBの吉川晃司に作曲の依頼があったことから作成された曲。2010年、日本テレビの『24時間テレビ』で子供たちによって歌唱披露された。また、2011年にはフジテレビの『2011 FNS歌謡祭』で吉川晃司×AKB48のコラボレーションによって歌唱披露されている。リリースされた曲は中学生となった発案者達と府中小学校在校生の子供達約40人の合唱と、吉川晃司ボーカルによりレコーディングされたもの。 |
| 4th  | 2013年7月31日  | SAMURAI ROCK 〜義風堂々！！ ver.（アニメサイズ） | アクセルミュージックエンターテイメント、 ワーナーミュージック・ジャパン | 吉川晃司 jam                         | 吉川晃司                                         | 菅原弘明           | -                                | テレビアニメ『義風堂々!! 兼続と慶次』（テレビ東京系列）1st主題歌 |
| 5th  | 2013年10月30日 | The Sliders（アニメサイズ）                      | アクセルミュージックエンターテイメント、 ワーナーミュージック・ジャパン | 吉川晃司 jam                         | 吉川晃司                                         | 菅原弘明           | -                                | テレビアニメ『義風堂々!! 兼続と慶次』（テレビ東京系列）2nd主題歌 |
| 6th  | 2013年12月4日  | SAMURAI ROCK 〜義風堂々！！ ver.                 | アクセルミュージックエンターテイメント、 ワーナーミュージック・ジャパン | 吉川晃司 jam                         | 吉川晃司                                         | 菅原弘明           | -                                | テレビアニメ『義風堂々!! 兼続と慶次』（テレビ東京系列）1st主題歌 |
| 7th  | 2013年12月4日  | The Sliders                                      | アクセルミュージックエンターテイメント、 ワーナーミュージック・ジャパン | 吉川晃司 jam                         | 吉川晃司                                         | 菅原弘明           | WILD LIPS                        | テレビアニメ『義風堂々!! 兼続と慶次』（テレビ東京系列）2nd主題歌 |
| 8th  | 2014年6月11日  | せつなさを殺せない2014                           | アクセルミュージックエンターテイメント、 ワーナーミュージック・ジャパン | 吉川晃司                             | 吉川晃司                                         | -                  | SINGLES+                         | 『SINGLES+』からの先行配信 |
| 9th  | 2016年1月28日  | Dance To The Future                              | アクセルミュージックエンターテイメント、 ワーナーミュージック・ジャパン | 吉川晃司                             | 吉川晃司                                         | -                  | WILD LIPS                        | 『三國志13』テーマソング |
| 10th | 2016年8月6日   | Over The Rainbow                                 | アクセルミュージックエンターテイメント、 ワーナーミュージック・ジャパン | 吉川晃司 jam                         | 吉川晃司                                         | 吉川晃司、菅原弘明 | OVER THE 9                       | 水球日本代表Poseidon Japan公式応援ソング。2016年12月10日放送のフジテレビ『MUSIC FAIR』でテレビ初披露。また、同年12月14日放送のフジテレビ『2016 FNS歌謡祭 第2夜』でも披露。 |
| 11th | 2018年1月10日  | The Last Letter                                  | アクセルミュージックエンターテイメント、 ワーナーミュージック・ジャパン | 吉川晃司 jam                         | 吉川晃司                                         | 菅原弘明           | OVER THE 9                       | 劇場版アニメ『マジンガーZ / INFINITY』エンディングテーマ。2017年12月13日放送のフジテレビ『2017 FNS歌謡祭 第2夜』でテレビ初披露。 |
| 12th | 2020年2月7日   | Lucky man                                        | アクセルミュージックエンターテイメント、 ワーナーミュージック・ジャパン | 松井五郎                             | 吉川晃司                                         | 菅原弘明           | OVER THE 9                       | カルビー『かっぱえびせん』WEB限定CMソング。 |
| 13th | 2020年6月16日  | Brave Arrow / 焚き火                             | アクセルミュージックエンターテイメント、 ワーナーミュージック・ジャパン | (焚き火)松井五郎                     | (Brave Arrow)吉川晃司、菅原弘明 (焚き火)吉川晃司 | 菅原弘明           | OVER THE 9                       | テレビドラマ『探偵・由利麟太郎』メインテーマ / エンディングテーマ。メインテーマのBrave Arrowはインスツルメンタル。焚き火の歌詞は二行のみで全編がほぼスキャットで歌唱されている。 |
| 14th | 2020年10月29日 | BLOODY BLACK                                     | アクセルミュージックエンターテイメント、 ワーナーミュージック・ジャパン | jam                                  | 吉川晃司                                         | 菅原弘明           | OVER THE 9                       | NHK BSプレミアム『フランケンシュタインの誘惑 科学史 闇の事件簿』オープニングテーマ。 |

### アルバム

#### オリジナル・アルバム
|      | 発売日         | タイトル               | レーベル                                      | 規格                               | 規格品番                      | 順位 |
| ---- | -------------- | ---------------------- | --------------------------------------------- | ---------------------------------- | ----------------------------- | ---- |
| 1st  | 1984年3月1日   | パラシュートが落ちた夏 | SMSレコード                                   | LP CT                              | SM28-5407 CM28-5407           | 4位  |
| 2nd  | 1984年10月5日  | LA VIE EN ROSE         | SMSレコード                                   | LP CT                              | SM28-5410 CM28-5410           | 1位  |
| 3rd  | 1985年3月30日  | INNOCENT SKY           | SMSレコード                                   | LP CT                              | SM28-5414 CM28-5414           | 1位  |
| 4th  | 1986年2月21日  | MODERN TIME            | SMSレコード                                   | LP CD CT                           | SM28-5424 MD32-5022 CM28-5424 | 1位  |
| 5th  | 1987年3月5日   | A-LA-BA・LA-M-BA       | SMSレコード                                   | LP CD CT                           | SM28-5430 MD32-5106 CM28-5430 | 2位  |
| 6th  | 1987年11月21日 | GLAMOROUS JUMP         | SMSレコード                                   | LP CD CT                           | SM28-5438 MD32-5438 CM28-5438 | 5位  |
| 7th  | 1991年5月17日  | LUNATIC LION           | 東芝EMI / EASTWORLD                           | CD CT                              | TOCT-6100 TOTT-6100           | 2位  |
| 8th  | 1992年9月9日   | Shyness Overdrive      | 東芝EMI / EASTWORLD                           | CD                                 | TOCT-6671                     | 1位  |
| 9th  | 1994年1月31日  | Cloudy Heart           | 東芝EMI / EASTWORLD                           | CD                                 | TOCT-8300                     | 1位  |
| 10th | 1995年6月21日  | FOREVER ROAD           | 東芝EMI / EASTWORLD                           | CD                                 | TOCT-8965                     | 5位  |
| 11th | 1996年10月16日 | BEAT∞SPEED             | 東芝EMI / EASTWORLD                           | CD                                 | TOCT-9625                     | 3位  |
| 12th | 1998年5月27日  | HEROIC Rendezvous      | ポリドール                                    | CD                                 | POCH-1693                     | 10位 |
| 13th | 1999年8月25日  | HOT ROD                | ポリドール                                    | CD                                 | POCH-1817                     | 20位 |
| 14th | 2002年8月7日   | PANDORA                | 徳間ジャパン / JAPAN RECORDS                  | CD+DVD（初回限定盤） CD（通常盤）  | TKCA-72388 TKCA-72399         | 32位 |
| 15th | 2003年8月21日  | Jellyfish & Chips      | 徳間ジャパン / JAPAN RECORDS                  | CD+DVD（初回限定盤） CD（通常盤）  | TKCA-72570 TKCA-72575         | 16位 |
| 16th | 2007年4月11日  | TARZAN                 | 徳間ジャパン / JAPAN RECORDS                  | CD+DVD（初回限定盤） CD（通常盤）  | TKCA-73160 TKCA-73165         | 12位 |
| 17th | 2009年7月22日  | Double-edged sword     | Far Eastern Tribe Records                     | CD+DVD（初回限定盤） CD（通常盤）  | UMCF-9515/7 UMCF-1023         | 10位 |
| 18th | 2013年4月17日  | SAMURAI ROCK           | ワーナーミュージック・ジャパン / SAMURAI ROCK | CD+DVD（初回限定盤） CD（通常盤）  | WPZL-30609/10 WPCL-11389      | 6位  |
| 19th | 2016年5月18日  | WILD LIPS              | ワーナーミュージック・ジャパン / SAMURAI ROCK | CD+DVD（初回限定盤） CD（通常盤）  | WPZL-31181/2 WPCL-12359       | 5位  |
| 20th | 2022年11月2日  | OVER THE 9             | ワーナーミュージック・ジャパン / SAMURAI ROCK | 2CD（初回生産限定盤） CD（通常盤） | WPCL-13432/3/4                | 5位  |
| 20th | 2023年1月25日  | OVER THE 9             | ワーナーミュージック・ジャパン / SAMURAI ROCK | LP（完全生産限定盤）               | WPJL-10177                    | 5位  |

#### ミニ・アルバム
|     | 発売日         | タイトル          | レーベル                     | 規格     | 規格品番   | 順位 |
| --- | -------------- | ----------------- | ---------------------------- | -------- | ---------- | ---- |
| 1st | 1997年12月10日 | I WRITE THE SONGS | ポリドール                   | CD+DVD   | POCH-9011  | 17位 |
| 2nd | 2002年12月21日 | The Gundogs       | 徳間ジャパン / JAPAN RECORDS | CD EXTRA | TKCA-72512 | 80位 |
| 3rd | 2003年12月21日 | KATANA FISH       | 徳間ジャパン / JAPAN RECORDS | CD+DVD   | TKCA-72626 | 72位 |

#### ライブ・アルバム
|     | 発売日         | タイトル                                          | レーベル                     | 規格                              | 規格品番                        | 順位 | 備考                                               |
| --- | -------------- | ------------------------------------------------- | ---------------------------- | --------------------------------- | ------------------------------- | ---- | -------------------------------------------------- |
| 1st | 1988年6月25日  | ZERO                                              | 東芝EMI / EASTWORLD          | LP（2枚組） CD CT                 | RT18-5250/1 CT36-5250 ZT36-5250 |      | 『Double-edged sword』初回限定盤に復刻盤として付属 |
| 2nd | 1993年4月7日   | GOLDEN YEARS VOL.I                                | 東芝EMI / EASTWORLD          | CD                                | TOCT-7007                       | 2位  |                                                    |
| 3rd | 1993年4月7日   | GOLDEN YEARS VOL.II                               | 東芝EMI / EASTWORLD          | CD                                | TOCT-7008                       | 3位  |                                                    |
| 4th | 1996年3月20日  | GOLDEN YEARS VOL.III                              | 東芝EMI / EASTWORLD          | CD                                | TOCT-9374                       | 12位 |                                                    |
| 5th | 1999年2月24日  | GOLDEN YEARS VOL.IV                               | ポリドール                   | CD                                | POCH-1768                       | 34位 |                                                    |
| 6th | 2000年12月20日 | Spirit×ナイフ 〜GOLDEN YEARS MILLENNIUM EDITION〜 | キティMME                    | CD+DVD（初回限定盤） CD（通常盤） | UMCK-9501 UMCK-4013             | 36位 |                                                    |
| 7th | 2004年9月8日   | LIVE GOLDEN YEARS 20th                            | 徳間ジャパン / JAPAN RECORDS | CD                                | TKCA-72710                      | 13位 | 『Thank You』初回限定盤に付属                      |
| 8th | 2009年7月22日  | 25th Year's Eve Live                              | Far Eastern Tribe Records    | CD                                | UMCF-9516                       | 10位 | 『Double-edged sword』初回限定盤に付属             |

#### コンピレーション・アルバム
|      | 発売日         | タイトル                                   | レーベル                       | 規格                                                        | 規格品番                          | 順位 | 備考                                                                                      |
| ---- | -------------- | ------------------------------------------ | ------------------------------ | ----------------------------------------------------------- | --------------------------------- | ---- | ----------------------------------------------------------------------------------------- |
| 1st  | 1986年6月21日  | SATISFACTION FAKE                          | SMSレコード                    | CD CT                                                       | MD32-5031 CM28-5144               | -    | リミックス曲集                                                                            |
| 2nd  | 1988年4月21日  | beat goes on                               | SMSレコード                    | LP CD CT                                                    | SM28-5439 MD35-5439 CM32-5439     | 3位  | SMSレコード時代のシングル集+アルバム収録曲のベストアルバム                                |
| 3rd  | 1988年12月28日 | FAVORITE SOUNDS ...1988                    | 東芝EMI / EASTWORLD            | CD CT                                                       | CT32-5365 ZT28-5365               | 53位 | SMSレコード時代の吉川晃司制作曲のベストアルバム                                           |
| 4th  | 1992年3月11日  | TOO MUCH LOVE                              | 東芝EMI / EASTWORLD            | CD                                                          | TOCT-6445                         | 1位  | 吉川選曲のラブソング集                                                                    |
| 5th  | 1997年10月1日  | DON'T STOP ME NOW                          | 東芝EMI / EASTWORLD            | CD                                                          | TOCT-9956                         | 6位  | 東芝EMI時代のシングル集+アルバム収録曲のベストアルバム                                    |
| 6th  | 1998年3月25日  | PASSAGE:K2 SINGLE COLLECTION 1984-1996     | ポリドール                     | CD                                                          | POCH-1684                         | 14位 | SMSレコード・東芝EMI時代のシングル・ベストアルバム                                        |
| 7th  | 2005年2月23日  | BEST BEST BEST 1984-1988                   | USM JAPAN / ISLAND             | CD                                                          | UMCK-4056                         | 20位 | SMSレコード時代のベストアルバム                                                           |
| 8th  | 2005年2月23日  | BEST BEST BEST 1989-1995                   | 東芝EMI / EASTWORLD            | CD                                                          | TOCT-25589                        | 21位 | 東芝EMI時代のベストアルバム                                                               |
| 9th  | 2005年2月23日  | BEST BEST BEST 1996-2005                   | 徳間ジャパン / JAPAN RECORDS   | CD                                                          | TKCA-72850                        | 25位 | 東芝EMI・ポリドール・キティMME・徳間ジャパン時代のベストアルバム                          |
| 10th | 2007年1月31日  | Disco K2 〜Kikkawa Koji Dance Remix Best〜 | 東芝EMI / EAST WORLD           | CD（初回限定盤2枚組） CD（通常盤）                          | TOCT-26206/7 TOCT-26208           | 24位 | リミックス曲集。初回限定盤は『SATISFACTION FAKE +』との2枚組                              |
| 11th | 2011年4月13日  | KEEP ON KICKIN'!!!!!                       | Far Eastern Tribe Records      | CD+DVD（初回限定盤） CD（通常盤）                           | UMCF-9572 UMCF-1055               | 19位 | ファンによる選曲のベストアルバム                                                          |
| 12th | 2011年9月21日  | KEEP ON SINGIN'!!!!!〜日本一心〜           | Far Eastern Tribe Records      | 2CD+DVD（期間限定完全盤） CD+DVD（初回限定盤） CD（通常盤） | UMCF-9596/8 UMCF-1064/5 UMCF-9599 | 13位 |                                                                                           |
| 13th | 2014年6月25日  | SINGLES+                                   | ワーナーミュージック・ジャパン | 3CD                                                         | WPCL-11856/8                      | 12位 | 30周年記念のコンプリート・シングル・コレクション                                          |
| 14th | 2014年8月16日  | B-SIDE+                                    | ワーナーミュージック・ジャパン | CD                                                          | WQCQ-586                          | -    | アルバム未収録のシングル・カップリング曲のベストアルバム ライブ会場・ファンクラブ通販限定 |

#### セルフカバー・アルバム
|     | 発売日       | タイトル                                            | レーベル                     | 規格                                | 規格品番              | 順位 | 備考           |
| --- | ------------ | --------------------------------------------------- | ---------------------------- | ----------------------------------- | --------------------- | ---- | -------------- |
| 1st | 2004年9月8日 | 20th Anniversary SELF COVER BESTALBUM 「Thank You」 | 徳間ジャパン / JAPAN RECORDS | CD（初回盤3枚組） CD（通常盤2枚組） | TKCA-72710 TKCA-72715 | 13位 | セルフカバー集 |

#### サウンドトラック
|     | 発売日        | タイトル                                        | レーベル    | 規格     | 規格品番                      |
| --- | ------------- | ----------------------------------------------- | ----------- | -------- | ----------------------------- |
| 1st | 1985年2月9日  | The Soundtrack                                  | SMSレコード | LP CD CT | SM25-5413 MD32-5003 CM25-5413 |
| 2nd | 1986年4月12日 | BOY'S NIGHT OUT -Soundtracks From TAKE IT EASY- | SMSレコード | LP CD CT | SM25-5425 MD32-5025 CM25-5425 |
| 3rd | 1987年6月5日  | THE SHATTERER                                   | SMSレコード | LP CD CT | SM25-5432 MD30-5109 CM25-5432 |

#### その他アルバム
|     | 発売日         | タイトル                     | 収録曲                                                                        | 備考 |
| --- | -------------- | ---------------------------- | ----------------------------------------------------------------------------- | --- |
| 1st | 2002年1月5日   | ウインター・グリーティング   | 1. STARDUST KISS 2. もしも僕が君ならば 3. 見上げてごらん夜の星を 4. Ever Blue | |
| 2nd | 2005年12月21日 | エンジェルチャイムが鳴る夜に | 1. My Foolish Heart 2. キャンドルの夜 3. エンジェルチャイムが鳴る夜に         | 書籍として発売。タイトル名の小説と同名称の曲を含む自作2曲と映画『大停電の夜に』テーマ曲のカバーを収録。 |

### 映像作品
|      | 発売日         | タイトル                                                                                 | レーベル                                     | 規格 | 規格品番                                          | 備考                 |
| ---- | -------------- | ---------------------------------------------------------------------------------------- | -------------------------------------------- | --- | ------------------------------------------------- | -------------------- |
| 1st  | 1984年8月1日   | KIKKAWA KOJI '84 FLYING PARACHUTE TOUR                                                   | SMSレコード                                  | VHS β LD | H098-1001 B098-1001 MP-173-15WA                   | ライブ・ビデオ       |
| 2nd  | 1985年3月21日  | '85吉川晃司 LIVE for Rockfeeling Kids in BUDOKAN                                         | SMSレコード                                  | VHS β LD | H098-1003 B098-1003                               | ライブ・ビデオ       |
| 3rd  | 1985年12月16日 | '85 JAPAN TOUR FINAL IN 東京昭和記念公園                                                 | SMSレコード                                  | VHS β LD | H078-1007 B078-1007 SM058-3024                    | ライブ・ビデオ       |
| 4th  | 1987年3月5日   | DRASTIC MODERN TIME TOUR TOKYO 8 DAYS LIVE                                               | SMSレコード                                  | VHS β LD | H088-1008 B088-1008 D068-1008                     | ライブ・ビデオ       |
| 5th  | 1988年9月10日  | ZERO -KIKKAWA KOJI HI-VISION LIVE WORLD '88                                              | 東芝EMI                                      | VHS LD | TT60-1290HI LO60-1137                             | ライブ・ビデオ       |
| 6th  | 1991年6月21日  | VOICE OF MOON                                                                            | 東芝EMI                                      | VHS LD | TOVF-1121 TOLF-1121                               | ミュージック・ビデオ |
| 7th  | 1991年10月25日 | Lunatic LUNACY                                                                           | 東芝EMI                                      | VHS LD | TOVF-1125 TOLF-1125                               | ライブ・ビデオ       |
| 8th  | 1992年12月9日  | ACTIVE OVERDRIVE                                                                         | 東芝EMI                                      | VHS LD | TOVF-1159 TOLF-1159                               | ミュージック・ビデオ |
| 9th  | 1993年4月21日  | SHYNESS OVERDRIVE 1992                                                                   | 東芝EMI                                      | VHS LD | TOVF-1162 TOLF-1162                               | ライブ・ビデオ       |
| 10th | 1994年3月9日   | Cloudy Heart's                                                                           | 東芝EMI                                      | VHS LD | TOVF-1190 TOLF-1190                               | ミュージック・ビデオ |
| 11th | 1994年9月26日  | CONCERT TOUR 1994 My Dear Cloudy Heart                                                   | 東芝EMI                                      | VHS LD | TOVF-1208 TOLF-1208                               | ライブ・ビデオ       |
| 12th | 1998年6月10日  | LIVE GOLDEN YEARS EXPANDED 0015 GIGANTIC 2DAYS LIVE Vol.1                                | ポリドール                                   | VHS LD | POVH-1064 POLH-1064                               | ライブ・ビデオ       |
| 13th | 1998年6月10日  | LIVE GOLDEN YEARS EXPANDED 0015 GIGANTIC 2DAYS LIVE Vol.2                                | ポリドール                                   | VHS LD | POVH-1065 POLH-1065                               | ライブ・ビデオ       |
| 14th | 2000年4月26日  | HOT ROD MAN LIVE                                                                         | マーキュリー・ミュージックエンターテイメント | VHS | PHVL-7002                                         | ライブ・ビデオ       |
| 15th | 2000年4月26日  | HOT ROD MAN DOCUMENT                                                                     | マーキュリー・ミュージックエンターテイメント | VHS | PHVL-7003                                         | ドキュメンタリー     |
| 16th | 2001年         | SOLID SOUL 2001                                                                          | -                                            | VHS |                                                   | ファンクラブ限定販売 |
| 17th | 2003年1月22日  | SMASH THE PANDORA FINAL! TOKYO CIRCUS                                                    | 徳間ジャパン / JAPAN RECORDS                 | VHS DVD | AXLV-0005 TKBA-1033                               | ライブ・ビデオ       |
| 18th | 2003年4月2日   | The Gundogs Perfect DVD Plus!                                                            | 徳間ジャパン / JAPAN RECORDS                 | DVD | TKBU-1036                                         | ミュージック・ビデオ |
| 19th | 2003年12月21日 | LIVE JELLYFISH                                                                           | 徳間ジャパン / JAPAN RECORDS                 | DVD | TKBA-1040                                         | ライブ・ビデオ       |
| 20th | 2004年7月22日  | LIVE GOLDEN YEARS 20th Anniversary PRELUDE at BUDOKAN                                    | 徳間ジャパン / JAPAN RECORDS                 | 2DVD+CD（初回限定版） 2DVD（通常版） | TKBA-1055 TKBA-1060                               | ライブ・ビデオ       |
| 21st | 2005年7月27日  | LIVE GOLDEN YEARS Thanks0201 at BUDOKAN                                                  | 徳間ジャパン / JAPAN RECORDS                 | 2DVD+CD-ROM（初回限定版） 2DVD（通常版） | TKBA-1075 TKBA-1071                               | ライブ・ビデオ       |
| 22nd | 2006年3月22日  | THE FIRST SESSION KIKKAWA KOJI LIVE 2005 “エンジェルチャイムが鳴る夜に”                  | 徳間ジャパン / JAPAN RECORDS                 | DVD | TKBA-1089                                         | ライブ・ビデオ       |
| 23rd | 2007年1月17日  | KIKKAWA KOJI LIVE 2006 ROLL OVER the DISCOTHEQUE! From Club Jungle                       | 徳間ジャパン / JAPAN RECORDS                 | DVD（初回限定版） DVD（通常版） | TKBA-1100 TKBA-1105                               | ライブ・ビデオ       |
| 24th | 2008年2月13日  | THE STORY OF TARZAN 〜2007 TOUR FINAL & DOUBLE TV DOCUMENTS〜                            | 徳間ジャパン / JAPAN RECORDS                 | DVD（3枚組） | TKBA-1113                                         | ライブ・ビデオ       |
| 25th | 2008年3月21日  | THE SECOND SESSION KIKKAWA KOJI LIVE 2007 CLUB JUNGLE EXTRA TARZAN RETURN                | 徳間ジャパン / JAPAN RECORDS                 | DVD（初回限定版） （通常版） | TKBA-1115 TKBA-1123                               | ライブ・ビデオ       |
| 26th | 2009年2月25日  | LIVE archives 25                                                                         | 徳間ジャパン / JAPAN RECORDS                 | DVD | TKBA-1124                                         | ライブ・ビデオ       |
| 27th | 2010年6月30日  | 25th ANNIVERSARYLIVE GOLDEN YEARS TOUR FINAL at 日本武道館                               | Far Eastern Tribe Records                    | DVD+USBメモリ（初回限定版） DVD（通常版） | UMBF-9530 UMBF-1011〜2                            | ライブ・ビデオ       |
| 28th | 2012年9月21日  | KIKKAWA KOJI LIVE 2011 KEEP ON KICKIN' & SINGIN'! 〜日本一心〜                           | Far Eastern Tribe Records                    | 2DVD+CD（初回限定版） 2DVD（通常版） | UMBF-9540 UMBF-1022〜3                            | ライブ・ビデオ       |
| 29th | 2013年12月4日  | KIKKAWA KOJI 2013 SAMURAI ROCK -BEGINNING- at 日本武道館                                 | ワーナーミュージック・ジャパン               | Blu-ray+CD（初回限定版） 2DVD+CD（初回限定版） Blu-ray（通常版） DVD（通常版） | WPZL-90040/1 WPZL-90037/9 WPXL-90027 WPBL-90253/4 | ライブ・ビデオ       |
| 30th | 2014年12月10日 | KIKKAWA KOJI 30th Anniversary Live "SINGLES+" & Birthday Night "B-SIDE+" 【3DAYS武道館】 | ワーナーミュージック・ジャパン               | Blu-ray DVD | WPXL-90094/6 WPLP-90317/9                         | ライブ・ビデオ       |
| 31st | 2015年8月19日  | KIKKAWA KOJI 30th Anniversary Live "SINGLES+ RETURNS"                                    | ワーナーミュージック・ジャパン               | Blu-ray DVD | WPXL-90110 WPLP-90350                             | ライブ・ビデオ       |
| 32nd | 2016年12月14日 | KIKKAWA KOJI Live 2016 "WILD LIPS" TOUR at 東京体育館                                    | ワーナーミュージック・ジャパン               | DVD+CD（初回限定盤） Blu-ray+CD（初回限定盤） DVD（通常盤） Blu-ray（通常盤） | WPZL-90128/9 WPZL-90130/1 WPBL-90405 WPXL-90137   | ライブ・ビデオ       |
| 33rd | 2018年7月4日   | KIKKAWA KOJI LIVE 2018 "Live is Life"                                                    | ワーナーミュージック・ジャパン               | DVD+CD（完全生産限定盤） Blu-ray+CD（完全生産限定盤） DVD（通常盤） Blu-ray（通常盤） | WPZL-90161/2 WPZL-90159/0 WPBL-90474 WPXL-90178   | ライブ・ビデオ       |
| 34th | 2020年1月29日  | KIKKAWA KOJI 35th Anniversary Live TOUR                                                  | ワーナーミュージック・ジャパン               | 2DVD+CD（完全生産限定盤） Blu-ray+CD（完全生産限定盤） DVD（通常盤） Blu-ray（通常盤） | WPZL-90194/5/6 WPZL-90192/3 WPBL-90537 WPXL-90222 | ライブ・ビデオ       |
| 35th | 2020年1月29日  | LIVE archives 35                                                                         | ワーナーミュージック・ジャパン               | DVD Blu-ray | WPBL-90542 WPXL-90228                             | ライブ・ビデオ       |
| 36th | 2022年3月23日  | KIKKAWA KOJI LIVE TOUR 2021 BELLING CAT                                                  | ワーナーミュージック・ジャパン               | DVD+CD+フォトブック（完全生産限定盤） Blu-ray+CD+フォトブック（完全生産限定盤） DVD（通常盤） Blu-ray（通常盤） | WPZL-90248/9 WPZL-90250/1 WPBL-90584 WPXL-90257   | ライブ・ビデオ       |
| 37th | 2023年8月2日   | KIKKAWA KOJI LIVE 2022-2023 “OVER THE 9”                                                 | ワーナーミュージック・ジャパン               | DVD+フォトブック+吉川晃司オリジナルVRグラス+VR視聴カード（完全生産限定スペシャルBOX盤） Blu-ray+フォトブック+吉川晃司オリジナルVRグラス+VR視聴カード（完全生産限定スペシャルBOX盤） DVD（通常盤） Blu-ray（通常盤） | WPZL-90263/4 WPZL-90265/6 WPBL-90618 WPXL-90293   | ライブ・ビデオ       |
| 38th | 2024年7月24日  | KIKKAWA KOJI Premium Night 2023 ”Guys and Dolls”                                         | ワーナーミュージック・ジャパン               | DVD＋CD+フォトブック（完全生産限定盤） Blu-ray＋CD+フォトブック（完全生産限定盤） DVD（通常盤） Blu-ray（通常盤）                                                                                                   | WPZL-90276/77 WPZL-90278/79 WPBL-90658 WPXL-90319 | ライブ・ビデオ       |

### ボックス・セット
|     | 発売日         | タイトル                                                          | レーベル                       | 規格      | 規格品番      | 備考 |
| --- | -------------- | ----------------------------------------------------------------- | ------------------------------ | --------- | ------------- | --- |
| 1st | 2006年12月13日 | THE EMI BOX                                                       | 東芝EMI / EASTWORLD            | CD+DVD    | TOCT-26125/9  | 東芝EMI時代のオリジナル・アルバム（CD5枚組、デジタルリマスター盤）+ミュージック・ビデオ集 |
| 2nd | 2009年12月23日 | KIKKAWA KOJI 25th ANNIVERSARY LIVE FILM COLLECTION 『LIVE＝LIFE』 | Far Eastern Tribe Records      | DVD       | UMBF-9501/14  | DVD14枚組ライブ映像集。 ファンクラブ仕様は17枚組。 |
| 3rd | 2014年5月28日  | Complete Album Box                                                | ワーナーミュージック・ジャパン | SHM-CD/CD | WPCL-11901/25 | オリジナル・アルバム（SHM-CD 全18枚）をデジタルリマスタリング・紙ジャケット仕様で収録。ミニ・アルバム・企画盤（CD 全4枚）と12inchシングル（CD 全3枚）をボーナス・ディスクとして収録。ライブ・ヒストリー・ブック付。 |

### ミュージック・ビデオ
| 年     | タイトル                       | 監督         | 備考                               |
| ------ | ------------------------------ | ------------ | ---------------------------------- |
| 1984年 | ラ・ヴィアンローズ             |              |                                    |
| 1985年 | RAIN-DANCEがきこえる           |              |                                    |
| 1987年 | MARILYNE                       |              | 共演：石原真理子                   |
| 1987年 | 終わらないSun Set              |              |                                    |
| 1987年 | HOT LIPS                       |              |                                    |
| 1988年 | プリティ・デイト               |              |                                    |
| 1991年 | VOICE OF MOON                  | 漆畑銑治     |                                    |
| 1991年 | Barbarian (LUNA MARIA)         | 漆畑銑治     |                                    |
| 1991年 | 不埒（ふらち）な天国（ヘブン） | 漆畑銑治     |                                    |
| 1991年 | Jealousy Game                  | 漆畑銑治     |                                    |
| 1991年 | Virgin Moon〜月光浴            | 漆畑銑治     |                                    |
| 1992年 | せつなさを殺せない             |              |                                    |
| 1992年 | ジェラシーを微笑みにかえて     |              |                                    |
| 1992年 | Brain SUGAR                    |              |                                    |
| 1993年 | KISSに撃たれて眠りたい         |              |                                    |
| 1993年 | VENUS 〜迷い子の未来〜         |              |                                    |
| 1993年 | ROMANCER                       |              |                                    |
| 1994年 | Rambling Rose                  |              |                                    |
| 1994年 | Day By Day                     |              |                                    |
| 1996年 | アクセル                       |              |                                    |
| 1996年 | SPEED                          |              |                                    |
| 1997年 | エロス                         |              |                                    |
| 1999年 | ギラギラ                       |              |                                    |
| 2000年 | ナイフ                         |              |                                    |
| 2002年 | パンドーラ                     | 三池崇史     | 共演：福本清三、本山力             |
| 2002年 | 恋のジェリーフィッシュ         | 三池崇史     |                                    |
| 2002年 | KATANA FISH                    | 小松壮一郎   |                                    |
| 2002年 | The Gundogs                    | 三池崇史     | 共演：山口祥行、与座重理久、本山力 |
| 2004年 | モニカ 20th Anniversary Ver.   | 小松壮一郎   |                                    |
| 2006年 | サバンナの夜                   | 川村ケンスケ | 共演：高瀬媛子、TAMAYO             |
| 2007年 | ベイビージェーン               | 川村ケンスケ |                                    |
| 2007年 | ジャスミン                     | 川村ケンスケ |                                    |
| 2009年 | 傷だらけのダイヤモンド         | 小松壮一郎   |                                    |
| 2011年 | あの夏を忘れない               | 小松壮一郎   | 共演：奏音                         |
| 2013年 | SAMURAI ROCK                   | 大友啓史     | 共演：平山祐介、深水元基           |
| 2014年 | せつなさを殺せない 2014        | 小松莊一良   |                                    |
| 2016年 | Wild Lips                      |              |                                    |
| 2020年 | Lucky man                      | 丹修一       |                                    |

### 参加作品
| 年     | 歌手名      | タイトル                     | 収録作品                                                 | レーベル                                 | 備考                                                       |
| ------ | ----------- | ---------------------------- | -------------------------------------------------------- | ---------------------------------------- | ---------------------------------------------------------- |
| 1985年 | 山下久美子  | Living Together              | アルバム『BLONDE』                                       | 日本コロムビア                           | コーラス                                                   |
| 1986年 | BOØWY       | 1994-LABEL OF COMPLEX-       | アルバム『JUST A HERO』                                  | 東芝EMI / EASTWORLD                      | ヴォーカル（ツイン・ヴォーカル）                           |
| 1998年 | 松井常松    | TONIGHT                      | アルバム『Bye Bye EXTREMER』                             | 東芝EMI / EASTWORLD                      | ギター                                                     |
| 2000年 | 山下久美子  | こっちをお向きよソフィア     | アルバム『THE HEARTS』                                   | 東芝EMI / EASTWORLD                      | コーラス                                                   |
| 2003年 | 村上秀一    | 飾りじゃないのよ涙は         | アルバム『MY PLEASURE 〜FEATURING GREATEST MUSICIANS〜』 | ビクターエンタテインメント               | ヴォーカル・ギター                                         |
| 2005年 | 山下久美子  | SOMEDAY feat.吉川晃司        | アルバム『Duets』                                        | 東芝EMI / Virgin Music                   | ヴォーカル（デュエット）                                   |
| 2006年 | DISCO TWINS | Juicy Jungle feat. 吉川晃司  | アルバム『TWINS DISCO』                                  | キューンレコード                         | ヴォーカル                                                 |
| 2006年 | DISCO TWINS | Thunder Storm feat. 吉川晃司 | アルバム『TWINS DISCO』                                  | キューンレコード                         | ヴォーカル                                                 |
| 2009年 | 川村カオリ  | LOVE REAL ACTION             | アルバム『K』                                            | MILESTONE CROWDS                         | ヴォーカル（デュエット）・コーラス・ギター・プログラミング |
| 2009年 | 松井常松    | GOOD FEELING                 | アルバム『HORIZON 〜20TH ANNIVERSARY〜』                 | ハドソン・ミュージックエンタテインメント | コーラス                                                   |
| 2019年 | 奥田民生    | ライジングサン               | -                                                        | ラーメンカレーミュージックレコード       | ヴォーカル 数多のミュージシャン参加。 配信限定曲。         |
| 2022年 | 松岡充      | 罪と罰とアングラ             | -                                                        |                                          | コーラス                                                   |

### 楽曲提供
| 歌手名       | 曲名                           | 収録（初出のみ）         | 年     | 作詞               | 作曲     | 編曲                          | 備考                                                                                    |
| ------------ | ------------------------------ | ------------------------ | ------ | ------------------ | -------- | ----------------------------- | --------------------------------------------------------------------------------------- |
| 原田知世     | 葡萄畑の走り方                 | アルバム『NEXT DOOR』    | 1986年 | 秋元康             | 吉川晃司 | 後藤次利                      |                                                                                         |
| 原田知世     | セレブレーション               | アルバム『Soshite』      | 1986年 | 湯川れい子         | 吉川晃司 | 後藤次利                      |                                                                                         |
| 金山一彦     | Summer Timeを引きずって        | アルバム『FISH』         | 1987年 | 柳川英巳, 金山一彦 | 吉川晃司 |                               |                                                                                         |
| 小泉今日子   | Hippies                        | アルバム『Hippies』      | 1987年 | 渡辺えり子         | 吉川晃司 | 大村雅朗                      |                                                                                         |
| 小川美由希   | Stand Up                       | アルバム『mew club』     | 1987年 | 小川美由希         | 吉川晃司 | 渡辺格, 大平勉 & Haward Killy |                                                                                         |
| 小川美由希   | Shiningdays                    | アルバム『BITTER SPICE』 | 1988年 | 小川美由希         | 吉川晃司 | 渡辺格                        |                                                                                         |
| KEN-JIN BAND | Hungry Man                     | シングル「Hungry Man」   | 2001年 | 横山雄二           | 吉川晃司 |                               | サウンドプロデュースも担当。 後に「Fame & Money」としてセルフカバー                     |
| DISCO TWINS  | Juicy Jungle feat.吉川晃司     | アルバム「TWINS DISCO」  | 2006年 | 吉川晃司, Jam      | 吉川晃司 | DISCO TWINS                   | ボーカルとしても参加                                                                    |
| 川村カオリ   | LOVE REAL ACTION feat.吉川晃司 | アルバム『K』            | 2009年 | 川村カオリ         | 吉川晃司 | 菅原弘明                      | デュエットでボーカルとしても参加                                                        |
| 松岡充       | 罪と罰とアングラ               | 風都探偵CD-BOX           | 2022年 | 松岡充             | 吉川晃司 | 菅原弘明                      | 楽曲プロデュースおよびコーラスとしても参加 「ギムレットには早すぎる」としてセルフカバー |

## タイアップ一覧
| 年     | 楽曲                                        | タイアップ内容                                                                     |
| ------ | ------------------------------------------- | ---------------------------------------------------------------------------------- |
| 1984   | モニカ                                      | 映画『すかんぴんウォーク』（東宝）主題歌                                           |
| 1984   | Miss You                                    | グリコ「カリフォルニアバー」コマーシャルソング                                     |
| 1985年 | You Gotta Chance 〜ダンスで夏を抱きしめて〜 | 映画『ユー・ガッタ・チャンス』（東宝）主題歌                                       |
| 1985年 | Rainy Lane                                  | 映画『ユー・ガッタ・チャンス』（東宝）挿入歌                                       |
| 1985年 | Lady Baby                                   | カネボウ化粧品「ブローコロン」コマーシャルソング                                   |
| 1985年 | にくまれそうなNEWフェイス                   | カネボウ化粧品「サンセラミィ」コマーシャルソング                                   |
| 1985年 | RAIN-DANCEがきこえる                        | グリコ「カリフォルニアバー」コマーシャルソング                                     |
| 1986年 | MODERN TIME                                 | 映画『テイク・イット・イージー』（東宝）主題歌                                     |
| 1986年 | 永遠のVELVET KISS                           | 映画『テイク・イット・イージー』（東宝）挿入歌                                     |
| 1987年 | 終わらないSun Set                           | 映画『シャタラー』（東宝）主題歌                                                   |
| 1987年 | 終わらないSun Set                           | KDD「TEL MEキャンペーン」コマーシャルソング                                        |
| 1987年 | GLAMOROUS JUMP                              | KDD「TEL MEキャンペーン」コマーシャルソング                                        |
| 1991年 | Virgin Moon                                 | 三貴「ブティックJOY」コマーシャルソング                                            |
| 1992年 | せつなさを殺せない                          | テレビ番組『君といつまでも』（テレビ朝日系列）オープニングテーマ                   |
| 1992年 | ジェラシーを微笑みにかえて                  | テレビ番組『OH!エルくらぶ』（テレビ朝日系列）オープニングテーマ                    |
| 1992年 | Brain SUGAR                                 | カネボウ化粧品「NFL」コマーシャルソング                                            |
| 1993年 | VENUS 〜迷い子の未来                        | ローソン「3D R&R SHOW」コマーシャルソング                                          |
| 1994年 | Rambling Rose                               | テレビドラマ『ザ・ワイドショー』（日本テレビ系列）主題歌                           |
| 1995年 | BOY'S LIFE                                  | 資生堂「アグレヘアジェリングウォーター」コマーシャルソング                         |
| 1996年 | アクセル                                    | テレビ番組『第16回 全国高等学校クイズ選手権』（日本テレビ系列）オープニングテーマ  |
| 1996年 | SPEED                                       | テレビ番組『ダウンタウンDX』（日本テレビ系列）エンディングテーマ                   |
| 1996年 | SHADOW BEAT                                 | 音楽番組『ポップジャム』（NHK総合）オープニングテーマ                              |
| 1997年 | エロス                                      | テレビ番組『ビートたけしのTVタックル』（テレビ朝日系列）エンディングテーマ         |
| 1998年 | KEY 〜胸のドアを暴け〜                      | 河合塾コマーシャルソング                                                           |
| 1999年 | ギラギラ                                    | テレビ番組『世界・ふしぎ発見!』（TBS系列）エンディングテーマ                       |
| 1999年 | 夏色の恋に着換えて                          | テレビアニメ『パパと踊ろう』（TBS系列）主題歌                                      |
| 2002年 | パンドーラ                                  | テレビ番組『BEAT MOTION』（NHK BS2）テーマソング                                   |
| 2002年 | The Gundogs                                 | クラリオン「Auto PC Cadias」                                                       |
| 2003年 | Milky Way                                   | テレビドラマ『交渉人』（WOWOW）主題歌                                              |
| 2006年 | サバンナの夜                                | テレビドラマ『新・桃太郎侍』（テレビ朝日系列）主題歌                               |
| 2006年 | ONE WORLD                                   | 映画『劇場版 仮面ライダーカブト GOD SPEED LOVE』（東映）主題歌                     |
| 2007年 | せつなさを殺せない (NIRGILIS VENUS MIX)     | テレビ番組『2時っチャオ!』（TBS系列）2月度エンディングテーマ                       |
| 2007年 | ジャスミン                                  | テレビ番組『2時っチャオ!』（TBS系列）3月度エンディングテーマ                       |
| 2010年 | Nobody's Perfect                            | 特撮テレビドラマ『仮面ライダーW』（テレビ朝日系列）挿入歌                          |
| 2012年 | SAMURAI ROCK                                | 黄桜『辛口一献「サムライロック」篇』コマーシャルソング                             |
| 2012年 | 朝焼け                                      | 黄桜『辛口一献「燗、極まる。」篇』コマーシャルソング                               |
| 2013年 | SAMURAI ROCK                                | 映画『ゴーストライダー2』（松竹）イメージソング                                    |
| 2013年 | SAMURAI ROCK                                | 音楽番組『JAPAN COUNTDOWN』（テレビ東京系列）3月度オープニングテーマ               |
| 2013年 | SAMURAI ROCK 〜義風堂々!! ver.              | テレビアニメ『義風堂々!! 兼続と慶次』（テレビ東京系列）1st主題歌                   |
| 2013年 | The Sliders                                 | テレビアニメ『義風堂々!! 兼続と慶次』（テレビ東京系列）2nd主題歌                   |
| 2014年 | Dream On                                    | 映画『イン・ザ・ヒーロー』（東映）主題歌                                           |
| 2016年 | Dance To The Future                         | ゲーム『三國志13』テーマソング                                                     |
| 2016年 | Over The Rainbow                            | 水球日本代表Poseidon Japan公式応援ソング                                           |
| 2017年 | SAMURAI ROCK                                | J SPORTS『2017 WORLD BASEBALL CLASSIC (WBC)』中継テーマソング                      |
| 2018年 | The Last Letter                             | 映画『劇場版 マジンガーZ / INFINITY』（東映）エンディングテーマ                    |
| 2020年 | Lucky man                                   | カルビー『かっぱえびせん』WEB限定CMソング                                          |
| 2020年 | Brave Arrow                                 | テレビドラマ『探偵・由利麟太郎』メインテーマ                                       |
| 2020年 | 焚き火                                      | テレビドラマ『探偵・由利麟太郎』エンディングテーマ                                 |
| 2020年 | BLOODY BLACK                                | NHK BSプレミアム『フランケンシュタインの誘惑 科学史 闇の事件簿』オープニングテーマ |
| 2022年 | ソウル・ブレイド                            | WOWOW『ラグビーテストマッチ2022オータム・ネーションズシリーズ』テーマソング        |

## 公演
※2014年に発売されたCDボックス・セット『Complete Album Box』に、2013年までの30年間のライブ・ヒストリーのデータ・ベース化した「ライブ・ヒストリー・ブック」に記載があるが、誤植がいくつかあるので、ここでは訂正した内容で掲載する。現在まで、奈良県（本公演を含めれば、沖縄県も）では単独公演が開催されていない。また2025年現在、日本武道館での単独公演回数は38回（COMPLEX時代も含めると、41回）。

### トークイベント、舞台挨拶、その他
| 日程                    | タイトル                                                      | 場所 |
| ----------------------- | ------------------------------------------------------------- | --- |
| 1986年3月17日           | 映画「TAKE IT EASY」試写会 & 「サングラスをはずして」公開録音 | 読売ホール 主演映画「TAKE IT EASY」の試写会と、ニッポン放送で放送されたレギュラー番組「サングラスをはずして」の公開録音を兼ねたイベント。 |
| 2000年7月29日           | コーセーアンニュアージュトーク第115回                         | 恵比寿ガーデンプレイス ザ・ガーデンルーム 共演：前田日明 トークテーマ：「ローンウルフのアキレス腱」                                       |
| 2001年11月29日          | コーセーアンニュアージュトーク大阪第2回                       | 大阪オーバルホール 共演：前田日明 トークテーマ：「ローンウルフのアキレス腱再び編」                                                        |
| 2005年6月15日           | コーセーアンニュアージュトーク第171回                         | 恵比寿ガーデンプレイスザ・ガーデンホール 共演：筑紫哲也 トークテーマ：「悠久休暇」                                                        |
| 2005年12月2日           | コーセーアンニュアージュトーク第174回                         | サッポロファクトリー 共演：源孝志「優しいわがまま」                                                                                       |
| 2005年12月3日           | 映画「大停電の夜に」舞台挨拶                                  | 丸の内ピカデリー2 |
| 2005年12月21日          | 「エンジェルチャイムが鳴る夜に」出版記念イベント握手会        | 新宿有隣堂 |
| 2006年1月25日           | 東京広島県人総会&新春懇親パーティー                           | 赤坂プリンスホテル 共演：原田真二 |
| 2006年7月28日           | 映画「劇場版 仮面ライダーカブト GOD SPEED LOVE」舞台挨拶      | 丸の内TOEI |
| 2007年4月22日           | 山野楽器トークイベント                                        | 銀座山野楽器本店 |
| 2008年2月9日            | 映画「チーム・バチスタの栄光」舞台挨拶                        | 広島宝塚 |
| 2008年2月26日           | ペルー展トークショー「ペルーを歩いて」                        | アーク森ビル |
| 2011年11月19日-11月20日 | 広島ガス「ガス展2011」                                        | 広島グリーンアリーナ |

### 海外ツアー
| 日程                  | ツアータイトル                                                         | 場所                     |
| --------------------- | ---------------------------------------------------------------------- | ------------------------ |
| 1991年9月4日-9月9日   | KOJI KIKKAWA LUNATIC NIGHT in FIJI                                     | フィジー島               |
| 1993年3月19日-3月24日 | KOJI KIKKAWA 10th ANNIVERSARY EVENT「A SHYNESS FANTASIA IN AUSTRALIA」 | オーストラリア・ケアンズ |
| 2003年1月24日-1月28日 | KOJI KIKKAWA FAN CLUB TOUR in SAIPAN「SAIPAN CIRCUS」                  | マリアナリゾート         |

### 舞台
| 日程                    | 公演名                                | 場所 |
| ----------------------- | ------------------------------------- | --- |
| 2008年4月4日-5月8日     | SEMPO -日本のシンドラー 杉原千畝物語- | 4月4日 - 4月22日：新国立劇場 中劇場 4月26日 - 4月27日：名鉄ホール 5月2日 - 5月8日：新神戸オリエンタル劇場        |
| 2013年9月19日-9月29日   | SEMPO -日本のシンドラー 杉原千畝物語- | 9月19日 - 9月29日新国立劇場 中劇場                                                                               |
| 2012年4月13日-5月27日   | 舞台「陽だまりの樹」                  | 4月12日（プレビュー公演）、4月13日 - 4月22日 サンシャイン劇場 5月4日-20日 大阪新歌舞伎座 5月24日 - 27日 中日劇場 |
| 2019年10月14日-10月20日 | 朗読劇「ラヴ・レターズ」              | 10月14日 - 10月16日 EXシアター六本木 10月20日 森ノ宮ピロティホール                                               |

### エキシビジョン
| 日程                   | タイトル                                                                     | 場所 |
| ---------------------- | ---------------------------------------------------------------------------- | --- |
| 1986年2月28日-4月6日   | 吉川晃司 「TAKE IT EASY」フェア                                              | 2月28日 - 3月6日 札幌パルコ 3月9日 - 15日 名古屋 名鉄セブン 3月21日 - 26日 静岡 西武百貨店 3月28日 - 4月3日 尼崎 つかしん 4月6日 - 12日 福岡（会場不明） |
| 1988年3月19日-3月27日  | Koji Kikkawa Week「QUESTION」〜吉川晃司展〜                                  | 銀座山野楽器4皆ホール Jam Spot |
| 1994年6月10日-6月22日  | 吉川晃司アーティスト展「My Dear Cloudy Heart Exhibition」                    | 津田沼PARCO+Let's6F 特設会場 |
| 1995年6月15日-6月23日  | 吉川晃司展「FOREVER ROAD」                                                   | TOWER RECORDS渋谷店8Fイベントスペース |
| 2005年4月1日-4月7日    | DAZEDxPARCOxK2「An alian in darkness展」                                     | 渋谷PARCOパルコミュージアム ウォールギャラリー |
| 2007年1月16日-2月23日  | レプリカントK2展示                                                           | 1/16-1/23 新星堂横浜ジョイナス店 1/26-1/29 TOWER RECORDS新宿店 1/30-2/12 TOWER RECORDS渋谷店 2/13-2/26 TOWER RECORDSアリオ亀有店 |
| 2011年9月20日-9月26日  | KEEP ON SINGIN'!!!!!発売記念ステージ衣装展                                   | タワーレコード渋谷店 2階 |
| 2019年7月9日-9月16日   | 日中文化交流協定締結40周年記念特別展『三国志』                               | 東京国立博物館 音声ガイドナビゲーターを担当。 |
| 2019年10月28日-12月1日 | 吉川晃司 35th Anniversary Live TOUR Mini Photo Gallery                       | 代官山 蔦屋書店 音楽フロア |
| 2020年1月29日-2月3日   | 吉川晃司 35th Anniversary Live TOUR Premium Exhibition                       | 代官山 蔦屋書店 音楽フロア Session |
| 2021年1月20日-3月28日  | 『STAND UP KIKKAWA KOJI FILMOGRAPHY by 14 PHOTOGRAPHERS』発売記念 写真巡回展 | 1/20-2/1 奈良 蔦屋書店 2/1-14 東京・代官山 蔦屋書店 2/6-14 広島 T-SITE 2/20-28 函館 蔦屋書店 2/20-28 名古屋みなと 蔦屋書店 3/6-14 江別 蔦屋書店 3/6-14 福岡・六本松 蔦屋書店 3/20-28 梅田 蔦屋書店 3月1日に発売された『STAND UP KIKKAWA KOJI FILMOGRAPHY by 14 PHOTOGRAPHERS』の発売を記念した写真展。また3月1日には、半田也寸志、ハービー山口、平野タカシ、細野晋司の4人のカメラマンによる、撮影当時の吉川晃司との撮影エピソードを語るオンライン・トークライブ『STAND UP KIKKAWA KOJI FILMOGRAPHY by 14 PHOTOGRAPHERS』無料オンライン・トークライブの開催された。 |

## 出演

### 映画
- 民川裕司三部作 - 民川裕司 役
  - すかんぴんウォーク（1984年2月11日公開、東宝）
  - ユー・ガッタ・チャンス（1985年、東宝）
  - テイク・イット・イージー（1986年、東宝）
- シャタラー（1987年、東宝） - 本田光一 役
- 漂流街（2000年、東宝） - 伏見 役
- 天国から来た男たち THE GUYS FROM PARADISE（2001年、日活） - 早坂幸平 役
- OKITE（2003年、東映） - 川又和行 役
- レディ・ジョーカー（2004年、東映） - 半田修平 役
- 大停電の夜に（2005年、松竹） - 大鳥銀次 役
- やじきた道中 てれすこ（2007年、松竹） - 沓脱清十郎 役
- チーム・バチスタの栄光（2008年、東宝） - 桐生恭一 役
- 仮面ライダーシリーズ（東映）
  - 仮面ライダー×仮面ライダー W&ディケイド MOVIE大戦2010（2009年） - 鳴海荘吉 / 仮面ライダースカル 役[264][注 13][注 14]
  - 仮面ライダー×仮面ライダー オーズ&ダブル feat.スカル MOVIE大戦CORE（2010年） - 鳴海荘吉 役
- 必死剣 鳥刺し（2010年、東映） - 帯屋隼人正 役
- ワラライフ!!（2011年、ファントム・フィルム） - 古川肇 役
- るろうに剣心（2012年、ワーナー・ブラザース） - 鵜堂刃衛 役
- ベトナムの風に吹かれて（2015年） - 本人 役[265]
- さらば あぶない刑事（2016年、東映） - キョウイチ・ガルシア 役
- 秘密 THE TOP SECRET（2016年、松竹） - 貝沼清孝 役
- ある町の高い煙突（2019年、エレファントハウス/Kムーブ） - 木原吉之助 役
- キングダム 運命の炎（2023年、東宝 / SPE） - 龐煖 役[266]
  - キングダム 大将軍の帰還（2024年、東宝）[267]
- 劇場版 トリリオンゲーム（2025年、東宝） - 祁答院一輝 役[268]

### テレビドラマ
- 真夜中は別の顔（2002年、NHK総合） - 倉田竜三 役
- 大河ドラマ（NHK総合）
  - 天地人（2009年） - 織田信長 役
  - 八重の桜（2013年） - 西郷隆盛 役
- 素直になれなくて（2010年、フジテレビ） - 中島亮介 役
- 下町ロケット（2015年、2018年、TBS） - 財前道生 役[269]
- 放送90年 大河ファンタジー 「精霊の守り人」（2016年3月19日 - 4月9日 、NHK） - ジグロ 役[270]
- 都庁爆破!（2018年、TBS） - ケイン高村 役[271]
- 連続ドラマW「黒書院の六兵衛」（2018年、WOWOW） - 主演・的矢六兵衛 役[272]
- 探偵・由利麟太郎（2020年6月16日 - 7月14日、カンテレ・フジテレビ系） - 主演・由利麟太郎 役[95]
- DCU〜手錠を持ったダイバー〜（2022年1月16日 - 3月20日、TBS） - 成合淳 役[273]
- 連続テレビ小説 舞いあがれ!（2022年10月3日 - 、NHK総合） - 大河内守 役[274]
- トリリオンゲーム（2023年7月14日 - 9月15日、TBS） - 祁答院一輝 役[275]
- ACMA:GAME アクマゲーム（2024年4月7日 - 6月9日、日本テレビ） - 織田清司（ガイド） 役[276][277]
  - ACMA:GAME アクマゲーム ワールドエンド（2024年10月25日、日本テレビ）[278]

### 舞台
- ミュージカル SEMPO -日本のシンドラー 杉原千畝物語-（2008年4月・2013年9月公演） - 杉原千畝 役
- 陽だまりの樹（2012年4月公演） - 伊武谷万二郎 役（W主演）
- ラヴ・レターズ（2019年10月14日 – 16日 EXシアター六本木、10月20日 森ノ宮ピロティホール）

### 劇場アニメ
- 映画ドラえもん のび太の地球交響楽（2024年3月1日公開予定、東宝） - マエストロヴェントー 役[279]

### Webドラマ
- MAGI 天正遣欧少年使節（2019年1月17日配信、Amazonプライム・ビデオ） - 織田信長 役

### NHK紅白歌合戦出場歴
| 年度/放送回                | 回 | 曲目                      | 出演順 | 対戦相手 |
| -------------------------- | -- | ------------------------- | ------ | -------- |
| 1985年（昭和60年）/ 第36回 | 初 | にくまれそうなNEWフェイス | 01/20  | 石川秀美 |

注意点
- 出演順は「出演順/出場者数」で表す。

### 音楽番組
- FNS歌謡祭（フジテレビ）
  - '87 FNS歌謡祭（1987年12月8日）
  - 2011 FNS歌謡祭（2011年12月7日）
  - 2016 FNS歌謡祭 第2夜（2016年12月14日）
  - 2017 FNS歌謡祭 第2夜（2017年12月13日）
- INVITATION / 吉川晃司 #1（WOWOWプライム）（2021年1月31日）
- MUSIC FAIR（フジテレビ）不定期出演
- 夜のヒットスタジオ（フジテレビ）不定期出演
- ミュージックステーション（テレビ朝日）不定期出演
- ザ・ベストテン (TBS) 不定期出演
- ザ・トップテン（日本テレビ）不定期出演
- ROCK SHOW「ロック・ショー・スペシャル・吉川’S・ナイト」（1992年、フジテレビ）[280][281]
- HEY!HEY!HEY! MUSIC CHAMP（フジテレビ）不定期出演
- うたばん (TBS) 不定期出演
- 僕らの音楽（フジテレビ）不定期出演
- Love music（フジテレビ）不定期出演

### ラジオ
- 吉川晃司 ハートブレイクを抱きしめて（1984年10月13日 - 1985年4月6日、ニッポン放送）
- 吉川晃司 オンザロードで恋をして（1985年4月13日 - 1985年10月5日、ニッポン放送）
- 吉川晃司 サングラスをはずして（1985年10月12日 - 1987年10月3日、ニッポン放送）[4]
- 吉川晃司のこわれた夜にSHAKE DOWN（1985年 - 1986年、文化放送）
- KISS（ラジオ大阪）
- D.N.A.〜ロックの殿堂〜 吉川晃司 Edge Of Heart（2010年 - 2013年、ジャパンエフエムネットワーク）
- RADIO DRAGON Doors「吉川晃司 SOLITUDE」（2011年 - 2012年、エフエム東京）
- 吉川晃司「VOICES」（2017年 - 2018年、Date fm）

### CM
- 味の素（1984年）
- 江崎グリコ「カリフォルニア・バー」（1984年 - 1985年）
  - 1984年版：CM曲として「Miss You」を使用。
  - 1985年版：CM曲として「RAIN-DANCEがきこえる」を使用。
- カネボウ「ブローコロン」（1985年）
- サントリー「NCAAスポーツドリンク」（1985年）
- KDD「TEL ME キャンペーン」（1987年）
- クラリオン「Auto PC Cadias」（2002年）
  - CMには吉川の愛車、アストンマーティンが登場していた。
- アサヒ飲料「WONDA SHOT & SHOT」（2005年）
  - COMPLEXの「恋をとめないで」がCM曲として使用。CMロケ地は府中競馬正門前駅（京王電鉄）。
- 日本テレビ 開局55周年記念キャンペーンCM「日テレ55（ゴーゴー）」（2009年）
  - 出演だけでなく、「Johnny B. Goode」のサビを「ニ〜ッテレgo!go!」に言い換えた替え歌を吉川が歌った曲が流された（編曲・演奏も吉川側で行った）。15秒バージョンが1パターン、3秒バージョンが3パターン存在する。
- 黄桜「辛口一献」（2010年 - 現在）
- 広島ガス（2011年 - 2012年）
- 森永製菓「チョコモナカジャンボ」（2012年 - 2015年）
- キリンビバレッジ「生茶」（2016年 - ）
- 日清食品「日清焼そばU.F.O.」（2016年）[282]
  - マイケル富岡演じるUFO仮面ヤキソバンの息子・ソース役として出演。
- クラシエ「いち髪」(2019年-)
  - COMPLEXの「BE MY BABY」がCM曲として使用[283]。
- カルビー「かっぱえびせん」『もっと、やめられない、とまらない』篇・『かっぱえびせん×吉川晃司 なんかありがとう』篇（2020年2月7日 - ）※WEB限定[284][285]
- アサヒビール「樽ハイ倶楽部」『俺たち樽ハイ倶楽部』篇（2021年10月11日- ）[286]
- レック株式会社「グロモントPREMIUM」（2025年1月1日 - ）

### ナレーション
- 三国志 Three Kingdoms（2011年、日本語版DVD）第22巻収録の前篇ダイジェストを担当
- シリーズ平清盛（2011年、NHK総合）全4回
- 峠 TOUGE（2012年 - 2015年、BS日テレ）
- 義風堂々!! 兼続と慶次（2013年、テレビ東京系列）
- NHKスペシャル（NHK総合）
  - 「“流氷”大回転」（2014年5月18日）[287]
  - 「新型コロナ病棟 いのちを見つめた900日」（2022年10月1日）
- NNNドキュメント
  - 「拝啓 泣き虫かあさん 〜阪神・淡路大震災から22年〜」（2017年1月22日、制作：広島テレビ / 日本テレビ）
  - 「ただいま」と言えない... 〜原爆供養塔に眠る814人〜」（2018年8月5日、制作：広島テレビ / 日本テレビ）
- ETV特集「誰が命を救うのか 医師たちの原発事故」（2019年5月18日、NHK Eテレ）
- NNNドキュメント
  - 「シリーズ戦後75年 煉瓦の記憶 広島・被爆建物は語る」（2020年8月2日、制作：広島テレビ / 日本テレビ）
  - 「残してください 被爆ポンプです。」（2021年8月1日、制作：広島テレビ / 日本テレビ）
  - 「禎子さんの折り鶴 千羽になったら願いが叶うんよ」（2022年7月31日、制作：広島テレビ / 日本テレビ）
- テレメンタリー2022「決断　老いと向き合う82歳」（2022年11月6日 制作：愛媛朝日テレビ / テレビ朝日）
- NHK ドキュメント4「最後まで諦めない〜高知東高校水泳部から」（2023年9月29日 NHK総合（四国地方[288]））
- NNNドキュメント
  - 「キノコ雲の上と下〜米兵の心に苦悩を刻んだヒロシマ」（2024年10月14日、制作：広島テレビ / 日本テレビ）

### ドキュメンタリー
- フランケンシュタインの誘惑 科学史 闇の事件簿（2015年 - 、NHK BSプレミアム）ナビゲーター
- WATCH「4400人が暮らしていた町 〜吉川晃司がたどる平和公園〜」（2017年4月29日、広島テレビ）広島ローカル30分枠
  - NNNドキュメント'17「4400人が暮らした町〜吉川晃司の原点・ヒロシマ平和公園〜」（2017年8月6日、日本テレビ系列）拡大55分枠
- カンムリ（2018年11月16日・23日、RCCテレビ）日本シリーズ第6戦始球式完全密着
- その男、職業 吉川晃司。（2019年 WOWOW）
- 原子の力を解放せよ 〜戦争に翻弄された核物理学者たち〜（2020年8月16日、NHK BS1）[289]
- レギュラー番組への道 ハザードマップで旅してみた（2022年6月25日、NHK総合）ナビゲーター

### その他
- 奥田と吉川 オーチーコーチーの遠くて広い広島（2025年8月10日、広島テレビ制作、日本テレビ系全国28局ネット[290]）

### 玩具
- 仮面ライダーW CSMロストドライバーver.2（2025年10月）

## 書籍

### 著書
- 『愚 日本一心』月刊カドカワ〈別冊カドカワの本〉、2012年。ISBN 4047311200。 ※長谷川誠共著

### 写真集
- YOU GOTTA CHANCE（1985年、旺文社）ISBN 4010098279
- TAKE IT EASY（1986年、ワニブックス）ISBN 4847020367
- DATE（1987年、扶桑社）ISBN 4893531336
- Lunatic LUNACY Tour 1991 VISUAL BOOK（1991年、音楽専科社）ISBN 4900343234
- A MAN IN TROUBLE（1992年、ソニーマガジンズ）ISBN 4789707350
- PERSONAL BOOK「THE INDEX」（1994年、ビクターエンタテインメント）ISBN 489389093X
- 20周年記念写真集「風上に乞う〜wisper of the wind〜」（2004年、音楽専科社 撮影：レスリー・キー）ISBN 9784872791549
- 20周年記念写真集「風上に乞う〜Time Speak For Itself〜」（2004年、音楽専科社 撮影：レスリー・キー）ISBN 9784872791747

### CD BOOK
- CD BOOK「エンジェルチャイムが鳴る夜に」（2005年）
初の自作小説、およびオリジナルのアートワークや撮り下ろし写真などで構成される。小説タイトル名と同名称の曲を含む自作2曲とカバー曲をCDに収録。

### 関連書籍
- 集英社文庫 コバルトシリーズ「ユー・ガッタ・チャンス」（1985年、集英社）
- ZERO（1988年、CBSソニー出版）ISBN 4789703703
- KOJI KIKKAWA ANTHOLOGY 〜Innocent Spirit〜（2004年、ソニーマガジンズ）